# Liste des papes

L'emblème de la papauté.

Cette liste des papes est celle des 267 évêques de Rome, appelés également papes à partir du IVe siècle, guides de l'Église catholique romaine, que cite l'Annuaire pontifical, et des antipapes (sur fond rouge).

## Introduction

### Origine du titre de pape
Jusqu'en 325, le seul titre est celui d'évêque de Rome. Le titre de pape n'est pour la première fois attesté pour désigner l'évêque de Rome que sous Marcellin (296–304) ; on y trouve l'inscription « jussu pp [papae] sui Marcellini », mais il s'applique alors aux évêques en général. Au cours du concile qui se tient à Pavie en 998, Grégoire V demande à l'archevêque Arnolfe II (en) de Milan de renoncer à se faire appeler ainsi, puis Grégoire VII (1073–1085) édicte un Dictatus papæ réservant l'usage du terme au pontife romain.
Le rôle de guide suprême de l'Église de l'évêque de Rome ne s'est donc affirmé que progressivement ; les premiers ne détenaient que les pouvoirs d'un métropolite. La liste de papes catholiques énumère les papes au sens moderne du mot. Elle liste les évêques de Rome dans la succession apostolique de saint Pierre jusqu'au pape actuel.

### Les listes de papes
On sait très peu de chose sur les premiers évêques de Rome. Pour certains même, seul leur nom nous est connu. La plus ancienne source connue est Irénée de Lyon au IIe siècle qui donne le nom des titulaires des principaux sièges épiscopaux (Rome, Constantinople, Antioche…). Il existe d'autres sources plus complètes, tel le Liber Pontificalis, un document apologétique dont la première version remonterait au VIe siècle, puis augmenté jusqu'au IXe siècle. Il liste le nom des papes, ainsi que celui de leur père, leur pays de naissance et la durée de leur pontificat. Bien que ce document ait sûrement été établi à l'aide de sources plus anciennes et contienne sans doute une grande part d'informations réelles, les données sur ces premiers papes sont très parcellaires et sujettes à caution.

### L'Annuario pontificio
Édité chaque année par le Vatican depuis 1912, l'Annuario pontificio est considéré comme faisant le plus autorité. Cette liste, faisant de facto fonction d'officielle, n'est cependant pas sans ambiguïté et ne prétend pas être définitive. Ainsi, sous le nom d'Étienne II, le pape éphémère Étienne, reconnu comme pape légitime jusqu'à l'édition de 1960, est ensuite supprimé.
L'Annuario pontificio évoque aussi bien les papes que les antipapes, ces derniers se distinguant par une typographie différente. Des notes de bas de page sont aussi présentes quand il y a des doutes sur la régularité de certains pontificats. De nombreuses fois, deux papes rivaux (ou plus) ont en effet régné en même temps. La plupart du temps, la liste n'en reconnaît qu'un et déclare l'autre antipape.
Dans certains cas cependant, les auteurs refusent de trancher. C'est le cas pour la période qui dure de 1045 à 1048, très confuse : Benoît IX, Sylvestre III, Grégoire VI, Clément II et Damase II se disputent la tiare. Tous sont finalement considérés comme papes légitimes en comptant trois règnes valables, mais non consécutifs, pour Benoît IX. Ce choix rend légitime le pontificat de Sylvestre III, ce que pourtant la grande majorité des historiens conteste.
En conséquence, les pontificats ne sont pas comptés dans l'Annuario pontificio, même si de facto le pape Léon XIV est le 267e pape.

### Le début du pontificat
Jusqu'à Pie XII, le pontificat commençait officiellement au moment de l'intronisation, ou « couronnement ». Entre la désignation du nouveau pape et son intronisation, le « candidat » était considéré comme « pape élu » mais il exerçait en fait le pouvoir pontifical[réf. nécessaire]. Certains attendaient le jour de leur intronisation pour dévoiler leur nom de règne. Ce délai était mis à profit pour ordonner prêtre le nouvel élu et le consacrer évêque, si ce n'était pas déjà fait.
Depuis les IIIe et IVe conciles du Latran (1179 et 1215), qui n'ont fait qu'entériner une pratique déjà établie, le pape exerce ses fonctions dès son élection, bien que la cérémonie d'intronisation se soit perpétuée jusqu'à nos jours[réf. nécessaire]. Les papes élus après cette époque et morts sans avoir été couronnés (Célestin IV et Urbain VII) sont considérés comme des papes légitimes. Quant au pape Grégoire X, par exemple, qui n'était ni prêtre ni évêque au jour de son élection, le 1er septembre 1271, il est considéré comme pape dès celle-ci, alors même qu'il se trouvait en Palestine et qu'il n'a donné son accord et choisi son nom de règne qu'une fois arrivé à Viterbe le 12 février 1272. Il sera finalement intronisé le 27 mars 1272.
La date d'intronisation est celle retenue jusqu'à Victor II, dernier pape directement nommé par l'empereur, puis la date d'élection pour les papes suivants. Un décret de Paul VI en 1975 réaffirme que le pontificat commence dès l'élection. Le couronnement, devenu inutile quand Jean-Paul Ier a renoncé à porter la tiare pontificale, a été remplacé par une messe d'intronisation.

## Liste des papes et des antipapes
Les titulaires du trône de saint Pierre considérés comme légitimes font partie des 267 papes de l'Église catholique romaine. Ceux qui ont été désignés dans des conditions anormales sont considérées comme « antipapes ».

### Iersiècle
| No | Portrait | Nom de règne                              | Pontificat                      | Nom d'origine    | Naissance   | Remarques | Lieu de sépulture |
| 1  |          | saint Pierre sanctus Petrus               | 30 ou 33 – 64/68 environ 34 ans | Shimon Bar Yonah | à Bethsaïde | Selon la tradition catholique, il est le premier évêque d'Antioche (vers 37- vers 53), avant de devenir le premier évêque de Rome. Il meurt crucifié dans le cirque du Vatican. La primauté pontificale de ses successeurs repose sur les paroles du Christ prononcées à son égard : "Tu es Pierre et sur cette pierre je bâtirai mon Église" (Matthieu 16, 18-19). | Nécropole du Vatican (selon la tradition actuellement 7 mètres au-dessous du baldaquin de la basilique Saint-Pierre. |
| 2  |          | saint Lin sanctus Linus                   | 64/67 – 76/79 environ 12 ans    |                  | en Tuscie   | Premier pape romain. | Nécropole du Vatican ? (tombe disparue).                                                                             |
| 3  |          | saint Anaclet sanctus Anacletus           | 76/79 – 88/92 environ 12 ans    |                  | en Grèce ?  | Appelé aussi Clet. Premier pape grec. | Nécropole du Vatican ? (tombe disparue).                                                                             |
| 4  |          | saint Clément Ier sanctus Clemens Romanus | 88/92 – 98 environ 8 ans        |                  | à Rome      | Auteur vers 95-97 de la première épître de Clément, considérée comme la base de l'autorité apostolique de l'évêque de Rome sur les autres diocèses. | En Crimée ?. Transféré dans la Basilique Saint-Clément-du-Latran ? (tombe disparue). Rome.                           |
| 5  |          | saint Évariste sanctus Evaristus          | 98 – 105 environ 7 ans          |                  | en Grèce    | | Nécropole du Vatican ? (tombe disparue).                                                                             |

### IIesiècle
| No | Portrait | Nom de règne                          | Pontificat                       | Naissance          | Remarques                                                                | Lieu de sépulture |
| 6  |          | saint Alexandre Ier sanctus Alexander | 105 – 115 environ 10 ans         | à Rome             |                                                                          | Via Nomentana ? (tombe disparue).                                                                                                 |
| 7  |          | saint Sixte Ier sanctus Xystus        | 115 – 125 environ 10 ans         | à Rome             |                                                                          | Nécropole du Vatican ? (tombe disparue).                                                                                          |
| 8  |          | saint Télesphore sanctus Telesphorus  | 125 – 136/138 environ 12 ans     | en Grèce           | Premier martyre attesté d'un pape après Pierre.                          | Nécropole du Vatican ? (tombe disparue).                                                                                          |
| 9  |          | saint Hygin sanctus Hyginus           | 136/138 – 140/142 environ 4 ans  | en Grèce           |                                                                          | Nécropole du Vatican ? (tombe disparue).                                                                                          |
| 10 |          | saint Pie Ier sanctus Pius            | 140/142 – 155 environ 14 ans     | à Aquilée          |                                                                          | Nécropole du Vatican ? (tombe disparue).                                                                                          |
| 11 |          | saint Anicet sanctus Anicetus         | 155 – 166 environ 11 ans         | à Émèse            |                                                                          | Nécropole du Vatican, puis (ou) Catacombe de Saint-Calixte (tombe disparue). Reliques dans la chapelle du palais Altemps. ? Rome. |
| 12 |          | saint Sôter sanctus Soterius          | vers 166 – 174/175 environ 9 ans | à Fondi            |                                                                          | Nécropole du Vatican ? (tombe disparue). Reliques dans la basilique San Martino ai Monti ? Rome.                                  |
| 13 |          | saint Éleuthère sanctus Eleutherius   | 174/175 – 189 environ 14 ans     | à Nicopolis        |                                                                          | Nécropole du Vatican ? (tombe disparue). Reliques dans l'église Santa Susanna alle Terme di Diocleziano ? Rome.                   |
| 14 |          | saint Victor Ier sanctus Victor       | 189 – 198/199 environ 10 ans     | en Afrique romaine | Premier pape africain et à utiliser la langue latine à la place du grec. | Nécropole du Vatican ? (tombe disparue).                                                                                          |
| 15 |          | saint Zéphyrin sanctus Zephyrinus     | 199 – 217 environ 18 ans         | à Rome             |                                                                          | Cimetière proche de la catacombe de Saint-Calixte ? (tombe disparue). Rome.                                                       |

### IIIesiècle
| No | Portrait | Nom de règne                           | Pontificat                                                 | Naissance                    | Remarques                                                   | Lieu de sépulture                                                                                             |
| 16 |          | saint Calixte Ier sanctus Callistus    | vers 217 – 222 environ 5 ans                               | vers 155 à Rome              |                                                             | Catacombe de Calépode. Reliques dans la Basilique Sainte-Marie-du-Trastevere. Rome.                           |
| A  |          | saint Hippolyte Hippolytus             | vers 217 – 235 environ 18 ans                              | 170 à Rome                   | Rival de Calixte Ier. Premier antipape.                     | Catacombe de Saint-Hippolyte via Tiburtina. Rome.                                                             |
| 17 |          | saint Urbain Ier sanctus Urbanus       | 222 – 230 environ 8 ans                                    | à Rome                       |                                                             | Catacombe de Saint-Calixte. Rome.                                                                             |
| 18 |          | saint Pontien sanctus Pontianus        | 21 juillet 230 – 28 septembre 235 5 ans, 2 mois et 7 jours | à Rome                       | Premier pape à renoncer à sa charge.                        | Crypte des Papes, catacombe de Saint-Calixte. Rome.                                                           |
| 19 |          | saint Antère sanctus Anterus           | 21 novembre 235 – 3 janvier 236 1 mois et 13 jours         | en Grèce                     |                                                             | Crypte des Papes, catacombe de Saint-Calixte. Reliques dans la basilique San Silvestro in Capite. Rome.       |
| 20 |          | saint Fabien sanctus Fabianus          | 10 janvier 236 – 20 janvier 250 14 ans et 10 jours         | à Rome                       |                                                             | Crypte des Papes, catacombe de Saint-Calixte. Reliques dans la basilique Saint-Sébastien-hors-les-Murs. Rome. |
| 21 |          | saint Corneille sanctus Cornelius      | 6 mars ou 13 mars 251 – juin 253 environ 2 ans et 3 mois   | vers 180 à Rome              |                                                             | Crypte des Papes, catacombe de Saint-Calixte. Reliques dans la Basilique Sainte-Marie-du-Trastevere. Rome.    |
| A  |          | Novatien Novatianus                    | mars 251 – 258 ? environ 7 ans                             | ?                            | Rival de Corneille : il l'accuse de laxisme face aux lapsi. | Via Tiburtina Rome ?                                                                                          |
| 22 |          | saint Lucius Ier sanctus Lucius        | 25 juin 253 – 5 mars 254 8 mois et 8 jours                 | à Rome                       |                                                             | Crypte des Papes, catacombe de Saint-Calixte. Reliques dans l'église Sainte-Cécile-du-Trastevere. Rome.       |
| 23 |          | saint Étienne Ier sanctus Stephanus    | 12 mai 254 – 2 août 257 3 ans, 2 mois et 21 jours          | à Rome                       |                                                             | Crypte des Papes, catacombe de Saint-Calixte. Rome. Reliques dans l'église Santo Stefano dei Cavalieri. Pise. |
| 24 |          | saint Sixte II sanctus Xystus secundus | 30 août 257 – 6 août 258 11 mois et 7 jours                | en Grèce                     | Premier pape à porter un nom déjà utilisé.                  | Crypte des Papes, catacombe de Saint-Calixte. Reliques dans la basilique Saint-Sixte-le-Vieux de Rome.        |
| 25 |          | saint Denys sanctus Dionysus           | 22 juillet 259 – 26 décembre 268 9 ans, 5 mois et 4 jours  | en Grèce                     |                                                             | Crypte des Papes, catacombe de Saint-Calixte. Reliques dans la basilique San Silvestro in Capite. Rome.       |
| 26 |          | saint Félix Ier sanctus Felix          | 5 janvier 269 – 30 décembre 274 5 ans, 11 mois et 25 jours | à Rome                       |                                                             | Crypte des Papes, catacombe de Saint-Calixte. Rome.                                                           |
| 27 |          | saint Eutychien sanctus Eutychianus    | 4 janvier 275 – 7 décembre 283 8 ans, 11 mois et 3 jours   | à Luna (Étrurie) (auj. Luni) |                                                             | Crypte des Papes, catacombe de Saint-Calixte. Rome. reliques dans la cathédrale de Sarzana                    |
| 28 |          | saint Caïus sanctus Caius              | 17 décembre 283 – 22 avril 296 12 ans, 4 mois et 5 jours   | en Dalmatie                  |                                                             | Crypte de Saint Eusèbe, Catacombe de Saint-Calixte. Rome.                                                     |
| 29 |          | saint Marcellin sanctus Marcellinus    | 30 juin 296 – 25 octobre 304 8 ans, 3 mois et 25 jours     | à Rome                       |                                                             | Catacombe de Priscille. Rome.                                                                                 |

### IVesiècle
| No | Portrait | Nom de règne                                  | Pontificat                                                          | Naissance                    | Remarques | Lieu de sépulture                                                                                             |
| 30 |          | saint Marcel Ier sanctus Marcellus            | 27 mai 308 – 16 janvier 309 7 mois et 20 jours                      | à Rome                       | Élu après plus de 3 ans 1/2 de sede vacante dus aux persécutions de Dioclétien | Catacombe de Priscille. Reliques dans la basilique San Silvestro in Capite. Rome.                             |
| 31 |          | saint Eusèbe sanctus Eusebius                 | 18 avril – 17 août 309 ou 18 avril – 17 août 310 3 mois et 30 jours | ?                            | | Catacombe de Saint-Calixte. Rome.                                                                             |
| 32 |          | saint Miltiade ou Melchiade sanctus Miltiades | 2 juillet 311 – 10 janvier 314 2 ans, 6 mois et 8 jours             | à Rome ou en Afrique romaine | Premier pape après l'arrêt de la persécution des chrétiens faisant suite à l'édit de Milan (313) | Catacombe de Saint-Calixte. Rome.                                                                             |
| 33 |          | saint Sylvestre Ier sanctus Silvester         | 31 janvier 314 – 31 décembre 335 21 ans et 11 mois                  | à Rome                       | Durant son pontificat se déroule le premier concile oecuménique : celui de Nicée (325). Début de la construction de la basilique Saint-Jean-de-Latran et de l'antique basilique vaticane. | Catacombe de Priscille. Reliques dans la basilique San Silvestro in Capite (Rome) et à l'abbaye de Nonantola. |
| 34 |          | saint Marc sanctus Marcus                     | 18 janvier 336 – 7 octobre 336 8 mois et 19 jours                   | à Rome                       | | Catacombe de Balbina. Reliques dans la basilique Saint-Marc l'Évangéliste au Capitole. Rome.                  |
| 35 |          | saint Jules Ier sanctus Iulius                | 6 février 337 – 12 avril 352 15 ans, 2 mois et 6 jours              | à Rome                       | | Catacombe de Calépode. Reliques dans la Basilique Sainte-Marie-du-Trastevere. Rome.                           |
| 36 |          | Libère Liberius                               | 17 mai 352 – 24 septembre 366 14 ans, 4 mois et 7 jours             | à Rome                       | Refusant de condamner l'arianisme, il est exilé en Thrace par l'empereur Constance II en 355. Il regagne Rome en 358 peut-être au prix d'une moindre condamnation de l'arianisme : il est donc le premier pape non canonisé. On lui attribue la construction de la basilique Sainte-Marie-Majeure sur l'Esquilin. | Catacombe de Priscille. Rome.                                                                                 |
| A  |          | Félix II Felix secundus                       | Fin 355 – 22 novembre 365 environ 10 ans                            | à Rome                       | Il est désigné par Constance II et le clergé romain pendant l'exil de Libère. Mais le mécontentement du peuple impose le retour de ce dernier. Il est chassé par une émeute. Considéré un temps comme pape légitime, d'où ensuite la double numérotation des papes appelés Félix.                                 | Dans une église sur la Via Aurelia ? Rome.                                                                    |
| A  |          | Ursin Ursinus                                 | 24 septembre 366 – novembre 367 environ 1 an et 2 mois              | ?                            | Élu par des clercs qui reprochent à Damase Ier d'être trop proche de Félix II et de l'aristocratie. Il finit par être chassé. | En Gaule ? |
| 37 |          | saint Damase Ier sanctus Damasus              | 1er octobre 366 – 11 décembre 384 18 ans, 2 mois et 10 jours        | à Rome                       | Il confie à saint Jérôme la traduction de la Bible en latin (Vulgate). En 380 l'empereur Théodose Ier signe l'édit de Thessalonique qui fait du culte chrétien le seul licite dans l'empire romain. | Catacombe de Saint-Calixte. Reliques dans l'église San Lorenzo in Damaso. Rome.                               |
| 38 |          | saint Sirice sanctus Siricius                 | 11 décembre 384 – 26 novembre 399 14 ans, 11 mois et 15 jours       | vers 334 à Rome              | Ses lettres écrites à l'évêque Himère de Tarragone sont considérées comme les plus anciens décrets pontificaux. Il consacre la basilique Saint-Paul-hors-les-Murs en 391 | Catacombe de Priscille. Reliques dans la basilique Sainte-Praxède de Rome.                                    |
| 39 |          | saint Anastase Ier sanctus Anastasius         | 27 novembre 399 – 19 décembre 401 2 ans et 22 jours                 | vers 340 à Rome              | Il condamne l'origénisme et le donatisme. | Catacombe de Pontien, via Portuensis. Reliques dans la basilique San Martino ai Monti. Rome.                  |

### Vesiècle
| No | Portrait | Nom de règne                              | Pontificat                                                    | Naissance                    | Remarques | Lieu de sépulture |
| 40 |          | saint Innocent Ier sanctus Innocentius    | 22 décembre 401 – 12 mars 417 15 ans, 2 mois et 18 jours      | à Albe la Longue             | Sous son pontificat, en 410, Rome est mise à sac par le roi des Wisigoths Alaric Ier. Il lutte contre le pélagianisme. | Catacombe de Pontien, via Portuensis (tombe détruite). Reliques dans la basilique San Martino ai Monti. Rome.         |
| 41 |          | saint Zosime sanctus Zosimus              | 18 mars 417 – 26 décembre 418 1 an, 9 mois et 8 jours         | en Grèce                     | | Catacombe de San Lorenzo, via Tiburtina (tombe détruite). Reliques dans la basilique San Silvestro in Capite. Rome.   |
| A  |          | Eulalius                                  | 27 décembre 418 – 3 avril 419 environ 3 mois et 7 jours       | en Grèce                     | Élu un jour avant Boniface Ier par les diacres de Rome. Il bénéficie d'abord du soutien du couple impérial (Constance III et Galla Placidia), mais le perd rapidement à cause des émeutes dues à ses provocations. Exilé en Campanie, il meurt en 423.      | Inconnu |
| 42 |          | saint Boniface Ier sanctus Bonifacius     | 28 décembre 418 – 4 septembre 422 3 ans, 8 mois et 7 jours    | à Rome                       | Élu le lendemain de l'élection d'Eulalius. Il est finalement reconnu par l'empereur Constance III le 4 avril. | Catacombe de Santa Felicita, via Salaria (tombe détruite). Rome.                                                      |
| 43 |          | saint Célestin Ier sanctus Coelestinus    | 10 septembre 422 – 27 juillet 432 9 ans, 10 mois et 9 jours   | à Rome                       | Il lutte contre le nestorianisme et le pélagianisme. | Chapelle Saint-Sylvestre (au-dessus de la catacombe de Priscille). Reliques dans la basilique Sainte-Praxède de Rome. |
| 44 |          | saint Sixte III sanctus Sixtus tertius    | 31 juillet 432 – 19 août 440 8 ans et 19 jours                | à Rome                       | | Ancienne basilique Saint-Laurent-hors-les-Murs (tombe détruite). Rome.                                                |
| 45 |          | saint Léon Ier sanctus Leo                | 29 septembre 440 – 10 novembre 461 21 ans, 1 mois et 12 jours | à Rome                       | Il lutte contre le manichéisme, le pélagianisme et le priscillianisme. Il fait triompher ses thèses au concile de Chalcédoine en 451. Il empêche Attila d'attaquer Rome en 452, mais ne peut que sauver les églises lors du sac de Rome (455) par Genséric. | Premier pape enterré dans l'antique basilique vaticane. Transféré dans la basilique Saint-Pierre. Rome.               |
| 46 |          | saint Hilaire sanctus Hilarius            | 19 novembre 461 – 29 février 468 6 ans, 3 mois et 10 jours    | en Sardaigne                 | | Ancienne basilique Saint-Laurent-hors-les-Murs (tombe détruite). Rome.                                                |
| 47 |          | saint Simplice sanctus Simplicius         | 3 mars 468 – 10 mars 483 15 ans et 7 jours                    | à Tivoli                     | Durant son pontificat, en 476, a lieu la chute de l'Empire romain d'Occident. | Antique basilique vaticane. Tombe détruite.                                                                           |
| 48 |          | saint Félix III(II) sanctus Felix tertius | 13 mars 483 – 1er mars 492 8 ans, 11 mois et 17 jours         | à Rome                       | Sa lutte contre le monophysisme provoque 35 ans de schisme avec l'Église de Constantinople | Basilique Saint-Paul-hors-les-Murs (tombe détruite)                                                                   |
| 49 |          | saint Gélase Ier sanctus Gelasius         | 1er mars 492 – 21 novembre 496 4 ans, 8 mois et 20 jours      | à Rome ou en Afrique romaine | Il continue la lutte contre le monophysisme. Dernier pape né en Afrique. | Antique basilique vaticane. Tombe détruite.                                                                           |
| 50 |          | Anastase II Anastasius secundus           | 24 novembre 496 – 19 novembre 498 1 an, 11 mois et 26 jours   | à Rome                       | En tentant de mettre fin au schisme acacien, il est considéré comme trop indulgent face au monophysisme. Sa mort est un soulagement. Deuxième pape non canonisé.                                                                                            | Antique basilique vaticane. Tombe détruite.                                                                           |
| 51 |          | saint Symmaque sanctus Symmachus          | 22 novembre 498 – 19 juillet 514 15 ans, 7 mois et 27 jours   | en Sardaigne                 | Élu le même jour que Laurent, le roi Théodoric tranche en sa faveur. Perdant le soutien de Théodoric en 501 suite aux accusations des soutiens de Laurent, il ne redevient vraiment pape qu'en 507, aprés avoir prouvé son innocence.                       | Antique basilique vaticane. Tombe détruite.                                                                           |
| A  |          | Laurent Laurentius                        | 22 novembre 498 – 506 environ 8 ans                           | ?                            | Élu le même jour que Symmaque, accusé de manichéisme. Le roi Théodoric tranche en faveur de son adversaire. Il prend le contrôle de Rome en 501 et reste pape dans les faits jusqu'en 507, avant de se retirer et mourir peu après.                         | Inconnu |

### VIesiècle
| No | Portrait | Nom de règne                         | Pontificat                                                  | Naissance            | Remarques | Lieu de sépulture                                                    |
| 52 |          | saint Hormisdas sanctus Hormisdas    | 20 juillet 514 – 6 août 523 9 ans et 17 jours               | vers 450 à Frosinone | | Antique basilique vaticane. Tombe détruite.                          |
| 53 |          | saint Jean Ier sanctus Ioannes       | 13 août 523 – 18 mai 526 2 ans, 9 mois et 5 jours           | en Toscane           | | Antique basilique vaticane. Tombe détruite.                          |
| 54 |          | saint Félix IV sanctus Felix quartus | 12 juillet 526 – 22 septembre 530 4 ans, 2 mois et 10 jours | en Samnium           | Parfois appelé Félix III. | Antique basilique vaticane. Tombe détruite.                          |
| A  |          | Dioscore Dioscorus                   | 22 septembre 530 – 14 octobre 530 22 jours                  | ?                    | Candidat du parti byzantin, élu par la majorité des cardinaux et reconnu par Constantinople, il meurt moins d'un mois après son élection. |                                                                      |
| 55 |          | Boniface II Bonifacius secundus      | 22 septembre 530 – 17 octobre 532 2 ans et 25 jours         | à Rome               | Candidat du parti goth et successeur souhaité par Félix IV, élu par ses partisans. Reconnu pape après la mort de Dioscore.                | Antique basilique vaticane. Tombe détruite.                          |
| 56 |          | Jean II Ioannes secundus             | 2 janvier 533 – 8 mai 535 2 ans, 4 mois et 6 jours          | vers 470 à Rome      | De son vrai nom Mercurius. Premier pape à changer de nom au moment de son avènement (pour ne pas honorer un dieu païen).                  | Antique basilique vaticane. Tombe détruite.                          |
| 57 |          | saint Agapet Ier sanctus Agapitus    | 13 mai 535 – 22 avril 536 11 mois et 9 jours                | à Rome               | | Antique basilique vaticane. Tombe détruite.                          |
| 58 |          | saint Silvère sanctus Silverius      | 8 juin 536 – 11 mars 537 9 mois et 3 jours                  | à Ceccano            | Fils légitime du pape Hormisdas, né avant son entrée dans les ordres. Déposé et exilé par Bélisaire, meurt le 20 juin 537.                |                                                                      |
| 59 |          | Vigile Vigilius                      | 29 mars 537 – 7 juin 555 18 ans, 2 mois et 9 jours          | à Rome               | |                                                                      |
| 60 |          | Pélage Ier Pelagius                  | 16 avril 556 – 4 mars 561 4 ans, 10 mois et 16 jours        | à Rome               | | Antique basilique vaticane. Tombe détruite.                          |
| 61 |          | Jean III Ioannes tertius             | 17 juillet 561 – 13 juillet 574 12 ans, 11 mois et 26 jours | à Rome               | | Antique basilique vaticane. Tombe détruite.                          |
| 62 |          | Benoît Ier Benedictus                | 2 juin 575 – 30 juillet 579 4 ans, 1 mois et 28 jours       | à Rome               | | Antique basilique vaticane. Tombe détruite.                          |
| 63 |          | Pélage II Pelagius secundus          | 26 novembre 579 – 7 février 590 10 ans, 2 mois et 12 jours  | à Rome               | | Antique basilique vaticane. Tombe détruite.                          |
| 64 |          | saint Grégoire Ier sanctus Gregorius | 3 septembre 590 – 12 mars 604 13 ans, 6 mois et 9 jours     | à Rome               | Surnommé « Grégoire le Grand ». Premier pape à prendre le titre de Servus Servorum Dei.                                                   | Antique basilique vaticane. Transféré dans la basilique Saint-Pierre |

### VIIesiècle
| No | Portrait | Nom de règne                                 | Pontificat                                                   | Naissance               | Remarques | Lieu de sépulture                                                         |
| 65 |          | Sabinien Sabinianus                          | 13 septembre 604 – 22 février 606 1 an, 5 mois et 9 jours    | à Blera                 | | Antique basilique vaticane. Tombe détruite.                               |
| 66 |          | Boniface III Bonifacius tertius              | 19 février 607 – 12 novembre 607 8 mois et 24 jours          | à Rome                  | | Antique basilique vaticane. Tombe détruite.                               |
| 67 |          | saint Boniface IV sanctus Bonifacius quartus | 15 septembre 608 – 8 mai 615 6 ans, 7 mois et 23 jours       | dans la cité des Marses | | Antique basilique vaticane. Transféré dans la basilique Saint-Pierre.     |
| 68 |          | saint Adéodat Ier sanctus Adeodatus          | 19 octobre 615 – 8 novembre 618 3 ans et 20 jours            | vers 550 ? à Rome       | | Antique basilique vaticane. Tombe détruite.                               |
| 69 |          | Boniface V Bonifacius quintus                | 23 décembre 619 – 25 octobre 625 5 ans, 10 mois et 2 jours   | à Naples                | Premier pape depuis l'apparition de l'Islam. | Antique basilique vaticane. Tombe détruite.                               |
| 70 |          | Honorius Ier Honorius                        | 27 octobre 625 – 12 octobre 638 12 ans, 11 mois et 15 jours  | en Campanie             | | Antique basilique vaticane. Tombe détruite.                               |
| 71 |          | Séverin Severinus                            | 28 mai 640 – 2 août 640 2 mois et 5 jours                    | à Rome                  | | Antique basilique vaticane. Tombe détruite.                               |
| 72 |          | Jean IV Ioannes quartus                      | 24 décembre 640 – 12 octobre 642 1 an, 9 mois et 18 jours    | en Dalmatie             | | Antique basilique vaticane. Tombe détruite.                               |
| 73 |          | Théodore Ier Theodorus                       | 24 novembre 642 – 14 mai 649 6 ans, 5 mois et 20 jours       | à Jérusalem             | Premier pape ayant le titre de pontife. | Antique basilique vaticane. Tombe détruite.                               |
| 74 |          | saint Martin Ier sanctus Martinus            | 5 juillet 649 – 17 juin 653 3 ans, 11 mois et 12 jours       | Près de Todi            | Arrêté le 17 juin 653 sur ordre de l'empereur byzantin Constant II Héraclius. Condamné à mort pour trahison le 20 décembre, sa peine est commuée en exil à vie en Tauride où il meurt le 16 septembre 655 ou le 13 avril 656. |                                                                           |
| 75 |          | saint Eugène Ier sanctus Eugenius            | 10 août 654 – 2 juin 657 2 ans, 9 mois et 23 jours           | à Rome                  | | Antique basilique vaticane. Tombe détruite.                               |
| 76 |          | saint Vitalien sanctus Vitalianus            | 30 juillet 657 – 27 janvier 672 14 ans, 5 mois et 28 jours   | à Segni                 | | Antique basilique vaticane. Tombe détruite.                               |
| 77 |          | Adéodat II Adeodatus secundus                | 11 avril 672 – 17 juin 676 4 ans, 2 mois et 6 jours          | à Rome                  | | Antique basilique vaticane. Tombe détruite.                               |
| 78 |          | Donus                                        | 2 novembre 676 – 11 avril 678 1 an, 5 mois et 9 jours        | à Rome                  | | Antique basilique vaticane. Tombe détruite.                               |
| 79 |          | saint Agathon sanctus Agatho                 | 27 juin 678 – 10 janvier 681 2 ans, 6 mois et 14 jours       | en Sicile ?             | Il pourrait être le pape mort le plus âgé, à 103 ans. | Antique basilique vaticane. Tombe détruite.                               |
| 80 |          | saint Léon II sanctus Leo secundus           | 17 août 682 – 3 juillet 683 10 mois et 16 jours              | vers 611 en Sicile      | Il aurait introduit l'eau bénite dans les rites chrétiens et le baiser de paix durant la messe. | Antique basilique vaticane. Transféré dans la Antique basilique vaticane. |
| 81 |          | saint Benoît II sanctus Benedictus secundus  | 26 juin 684 – 8 mai 685 10 mois et 12 jours                  | vers 635 à Rome         | | Antique basilique vaticane. Tombe détruite.                               |
| 82 |          | Jean V Ioannes quintus                       | 23 juillet 685 – 2 août 686 1 an et 10 jours                 | vers 635 en Syrie       | Élu par le peuple de Rome. | Antique basilique vaticane. Tombe détruite.                               |
| 83 |          | Conon                                        | 21 octobre 686 – 21 septembre 687 11 mois                    | vers 630 en Sicile      | | Antique basilique vaticane. Tombe détruite.                               |
| A  |          | Théodore II Theodorus                        | septembre 687 – décembre 687 environ 3 mois                  | à Rome                  | Élu par une faction après la mort de Conon. S'empare d'une partie du Latran, où il s'oppose à Pascal. Abdique après qu'un groupe de citoyens romains choisit pour nouveau pape Serge Ier.                                     |                                                                           |
| A  |          | Pascal Paschalis                             | septembre 687 – décembre 687 environ 3 mois                  | ?                       | Élu par une faction après la mort de Conon. S'empare d'une partie du Latran, où il s'oppose à Théodore II. Abdique après l'élection de Serge Ier. Meurt cloîtré dans un monastère en 692.                                     |                                                                           |
| 84 |          | saint Serge Ier sanctus Sergius              | 15 décembre 687 – 8 septembre 701 13 ans, 8 mois et 24 jours | vers 650 à Palerme      | | Antique basilique vaticane. Tombe détruite.                               |

### VIIIesiècle
| No | Portrait | Nom de règne                                 | Pontificat                                                    | Naissance          | Remarques                                         | Lieu de sépulture                                                         |
| 85 |          | Jean VI Ioannes sextus                       | 30 octobre 701 – 11 janvier 705 3 ans, 2 mois et 12 jours     | vers 655 à Ephèse  |                                                   | Antique basilique vaticane. Tombe détruite.                               |
| 86 |          | Jean VII Ioannes septimus                    | 1er mars 705 – 18 octobre 707 2 ans, 8 mois et 17 jours       | vers 650 à Rossano |                                                   | Antique basilique vaticane. Tombe détruite.                               |
| 87 |          | Sisinnius                                    | 15 janvier 708 – 4 février 708 20 jours                       | vers 650 en Syrie  |                                                   | Antique basilique vaticane. Tombe détruite.                               |
| 88 |          | Constantin Constantinus                      | 25 mars 708 – 9 avril 715 7 ans et 15 jours                   | vers 664 à Tyr ?   |                                                   | Antique basilique vaticane. Tombe détruite.                               |
| 89 |          | saint Grégoire II sanctus Gregorius secundus | 19 mai 715 – 11 février 731 15 ans, 8 mois et 23 jours        | 669 à Rome         |                                                   | Antique basilique vaticane. Tombe détruite.                               |
| 90 |          | saint Grégoire III sanctus Gregorius tertius | 18 mars 731 – 28 novembre 741 10 ans, 8 mois et 10 jours      | 690 en Syrie       | Dernier pape non européen avant François.         | Antique basilique vaticane. Tombe détruite.                               |
| 91 |          | saint Zacharie sanctus Zacharias             | 10 décembre 741 – 22 mars 752 10 ans, 3 mois et 12 jours      | 679 en Calabre     |                                                   | Antique basilique vaticane. Tombe détruite.                               |
| X  |          | Étienne (II) Stephanus                       | 23 mars 752 – 26 mars 752 3 jours                             | à Rome             | Meurt d'apoplexie trois jours après son élection. | Antique basilique vaticane. Tombe détruite.                               |
| 92 |          | Étienne II (III) Stephanus secundus          | 26 mars 752 – 26 avril 757 5 ans et 1 mois                    | 715 à Rome         |                                                   | Antique basilique vaticane. Tombe détruite.                               |
| 93 |          | saint Paul Ier sanctus Paulus                | 29 mai 757 – 28 juin 767 10 ans et 30 jours                   | vers 700 à Rome    |                                                   | Antique basilique vaticane. Tombe détruite.                               |
| A  |          | Constantin II Constantinus secundus          | 28 juin 767 – 6 août 768 1 an, 1 mois et 9 jours              | à Nepi             | Acclamé pape par la foule. Déposé.                |                                                                           |
| A  |          | Philippe Philippus                           | 31 juillet 768 moins d’un jour                                | ?                  | Pape pour une seule journée.                      |                                                                           |
| 94 |          | Étienne III (IV) Stephanus tertius           | 1er août 768 – 24 janvier 772 3 ans, 5 mois et 23 jours       | en Sicile          |                                                   | Antique basilique vaticane. Tombe détruite.                               |
| 95 |          | Adrien Ier Hadrianus                         | 1er février 772 – 25 décembre 795 23 ans, 10 mois et 24 jours | vers 700 à Rome    | Un des pontificats les plus longs.                | Antique basilique vaticane. Tombe détruite.                               |
| 96 |          | saint Léon III sanctus Leo tertius           | 26 décembre 795 – 12 juin 816 20 ans, 5 mois et 17 jours      | vers 750 à Rome    | Un des pontificats les plus longs.                | Antique basilique vaticane. Transféré dans la Antique basilique vaticane. |

### IXesiècle
| No  | Portrait | Nom de règne                               | Pontificat                                                                         | Naissance       | Remarques | Lieu de sépulture                                                     |
| 97  |          | Étienne IV (V) Stephanus quartus           | 22 juin 816 – 24 janvier 817 7 mois et 2 jours                                     | à Rome          | | Antique basilique vaticane. Tombe détruite.                           |
| 98  |          | saint Pascal Ier sanctus Pascalus          | 25 janvier 817 – 11 février 824 7 ans et 17 jours                                  | à Rome          | | Antique basilique vaticane. Tombe détruite.                           |
| 99  |          | Eugène II Eugenius secundus                | 6 juin 824 – 27 août 827 3 ans, 2 mois et 21 jours                                 | à Rome          | | Antique basilique vaticane. Tombe détruite.                           |
| 100 |          | Valentin Valentinus                        | 31 août 827 – 10 octobre 827 1 mois et 9 jours                                     | à Rome          | | Antique basilique vaticane. Tombe détruite.                           |
| 101 |          | Grégoire IV Gregorius quartus              | 20 décembre 827 – 25 janvier 844 16 ans, 1 mois et 5 jours                         | à Rome          | | Antique basilique vaticane. Tombe détruite.                           |
| A   |          | Jean VIII Ioannes octavus                  | janvier 844 environ 1 mois                                                         | ?               | Acclamé par la foule romaine, tandis que la noblesse élit Serge II. Il est rapidement écarté.                                |                                                                       |
| 102 |          | Serge II Sergius secundus                  | janvier 844 – 27 janvier 847 environ 3 ans                                         | à Rome          | | Antique basilique vaticane. Tombe détruite.                           |
| 103 |          | saint Léon IV sanctus Leo quartus          | 10 avril 847 – 17 juillet 855 8 ans, 3 mois et 7 jours                             | à Rome          | | Antique basilique vaticane. Transféré dans la basilique Saint-Pierre. |
| A   |          | Anastase III Anastasius tertius            | Septembre 855                                                                      | ?               | Candidat impérial.</smallz                                                                                                   |                                                                       |
| 104 |          | Benoît III Benedictus tertius              | 29 septembre 855 – 17 avril 858 2 ans, 6 mois et 19 jours                          | à Rome          | | Antique basilique vaticane. Tombe détruite.                           |
| 105 |          | saint Nicolas Ier sanctus Nicolaus         | 24 avril 858 – 13 novembre 867 9 ans, 6 mois et 20 jours                           | v. 800 à Rome   | | Antique basilique vaticane. Tombe détruite.                           |
| 106 |          | Adrien II Hadrianus secundus               | 14 décembre 867 – 14 décembre 872 5 ans                                            | 792 à Rome      | | Antique basilique vaticane. Tombe détruite.                           |
| 107 |          | Jean VIII Ioannes octavus                  | 14 décembre 872 – 16 décembre 882 10 ans et 2 jours                                | vers 820 à Rome | | Antique basilique vaticane. Tombe détruite.                           |
| 108 |          | Marin Ier (ou Martin II) Marinus           | 16 décembre 882 – 15 mai 884 1 an, 4 mois et 29 jours                              | à Gallese       | | Antique basilique vaticane. Tombe détruite.                           |
| 109 |          | saint Adrien III sanctus Hadrianus tertius | 17 mai 884 – septembre 885 environ 1 an et 4 mois                                  | à Rome          | |                                                                       |
| 110 |          | Étienne V (VI) Stephanus quintus           | septembre 885 – 14 septembre 891 environ 6 ans                                     | à Rome          | | Antique basilique vaticane. Tombe détruite.                           |
| 111 |          | Formose Formosus                           | 6 octobre 891 – 4 avril 896 4 ans, 5 mois et 29 jours                              | vers 816 à Rome | | Antique basilique vaticane. Tombe détruite.                           |
| 112 |          | Boniface VI Bonifacius sextus              | 11 avril 896 – 26 avril 896 15 jours                                               | à Rome          | Un des pontificats les plus courts.                                                                                          | Antique basilique vaticane. Tombe détruite.                           |
| 113 |          | Étienne VI (VII) Stephanus sextus          | mai 896 – août 897 environ 1 an et 3 mois                                          | à Rome          | Sous son pontificat a lieu le procès de l'ancien pape Formose connu sous le nom de « concile cadavérique ».                  | Antique basilique vaticane. Tombe détruite.                           |
| 114 |          | Romain Romanus                             | août 897 – novembre 897 environ 3 mois                                             | à Gallese       | | Antique basilique vaticane. Tombe détruite.                           |
| 115 |          | Théodore II Theodorus secundus             | décembre 897 - décembre 897 environ 20 jours                                       | à Rome          | N'est pape que vingt jours : un des pontificats les plus courts. Formose est réhabilité et inhumé de nouveau à Saint-Pierre. | Antique basilique vaticane. Tombe détruite.                           |
| 116 |          | Jean IX Ioannes nonus                      | janvier 898 – 26 mars 900 environ 2 ans et 2 mois                                  | à Tivoli        | | Antique basilique vaticane. Tombe détruite.                           |
| 117 |          | Benoît IV Benedictus quartus               | vers le 1er février 900 – vers le 30 juillet 903 environ 3 ans, 5 mois et 29 jours | à Rome          | | Antique basilique vaticane. Tombe détruite.                           |

### Xesiècle
| No  | Portraits | Nom de règne                               | Pontificat                                                                        | Nom d'origine            | Naissance                     | Remarques | Lieu de sépulture                                                                                |
| 118 |           | Léon V Leo quintus                         | vers le 30 juillet 903 – fin août 903 environ 1 mois                              | Leone                    | à Ardea                       | Déposé et assassiné par Christophore vers octobre 903. | Antique basilique vaticane. Tombe détruite.                                                      |
| A   |           | Christophore (ou Christophe) Christophorus | septembre 903 – déposé en janvier 904 environ 4 mois                              | Cristoforo               | ?                             | A été considéré comme un pape légitime jusqu'au début du XXe siècle. | Antique basilique vaticane. Tombe détruite.                                                      |
| 119 |           | Serge III Sergius tertius                  | 29 janvier 904 – septembre 911 ou 14 avril 911 environ 7 ans et 8 mois            | Sergio                   | à Rome                        | Élu grâce au soutien de Théophylacte, avec la fille duquel, Marozie, il aurait entretenu une relation. Début de la « pornocratie ».                                                                                                | Antique basilique vaticane. Tombe détruite.                                                      |
| 120 |           | Anastase III Anastasius tertius            | 14 avril 911 ou septembre 911 – juin 913 ou septembre 913 environ 2 ans et 2 mois | Anastasio                | à Rome                        | | Antique basilique vaticane. Tombe détruite.                                                      |
| 121 |           | Landon Lando                               | novembre 913 – mars 914 environ 4 mois                                            | Lando                    | en Sabine                     | Dernier pape à prendre un nom inédit jusqu'à Jean-Paul Ier en 1978. | Antique basilique vaticane. Tombe détruite.                                                      |
| 122 |           | Jean X Ioannes decimus                     | début mars 914 – mai 928 environ 14 ans et 2 mois                                 | Giovanni                 | en Romagne                    | Élu grâce au soutien de Théodora, l'épouse de Théophylacte, il est déposé avant de mourir moins d'un an plus tard. |                                                                                                  |
| 123 |           | Léon VI Leo sextus                         | mi-juin 928 – début janvier 929 environ 7 mois                                    | Leone                    | à Rome                        | Élu grâce au soutien de Marozie, la fille de Théophylacte et Théodora. | Antique basilique vaticane. Tombe détruite.                                                      |
| 124 |           | Étienne VII (VIII) Stephanus septimus      | mi-janvier 929 – fin février 931 environ 2 ans, 1 mois et 14 jours                | Stefano                  | à Rome                        | Élu grâce au soutien de Marozie. | Antique basilique vaticane. Tombe détruite.                                                      |
| 125 |           | Jean XI Ioannes undecimus                  | début mars 931 – début janvier 936 environ 4 ans et 10 mois                       | Giovanni                 | à Rome                        | Serait le fils du pape Serge III et de sa concubine Marozie. | Antique basilique vaticane. Tombe détruite.                                                      |
| 126 |           | Léon VII Leo septimus                      | début janvier 936 – début juillet 939 environ 3 ans et 6 mois                     | Leone                    | à Rome                        | Élu grâce au soutien d'Albéric II de Spolète, fils de Marozie et du duc de Spolète Albéric Ier. | Antique basilique vaticane. Tombe détruite.                                                      |
| 127 |           | Étienne VIII (IX) Stephanus octavus        | début juillet 939 – fin octobre 942 environ 3 ans et 4 mois                       | Stefano                  | à Rome                        | | Antique basilique vaticane. Tombe détruite.                                                      |
| 128 |           | Marin II (ou Martin III) Marinus secundus  | fin octobre 942 – mai 946 environ 3 ans et 6 mois                                 | Marino                   | à Rome                        | Élu grâce au soutien d'Albéric II de Spolète. Appelé à tort « Martin III » dans les listes de papes médiévales. | Antique basilique vaticane. Tombe détruite.                                                      |
| 129 |           | Agapet II Agapetus secundus                | 10 mai 946 – début décembre 955 environ 9 ans et 7 mois                           | Agapeto                  | à Rome                        | Tente de lutter contre la domination d'Albéric II de Spolète, sans succès. |                                                                                                  |
| 130 |           | Jean XII Ioannes duodecimus                | 16 décembre 955 – 4 décembre 963 7 ans, 11 mois et 18 jours                       | Ottaviano                | vers 937 à Rome               | Fils d'Albéric II de Spolète, élu pape après la mort de son père. Déposé par l'empereur Otton Ier le 4 décembre 963, qui fait élire Léon VIII à sa place. Parfois considéré comme toujours pape jusqu'à sa mort.                   |                                                                                                  |
| 131 |           | Léon VIII Leo octavus                      | 4 décembre 963 – 1er mars 965 1 an, 2 mois et 25 jours                            | Leone                    | à Rome                        | Élu grâce au soutien de l'empereur Otton Ier lors du synode qui dépose Jean XII. Parfois considéré comme antipape entre son élection et la mort de son prédécesseur. Fin de la pornocratie.                                        | Antique basilique vaticane ?. Tombe détruite.                                                    |
| 132 |           | Benoît V Benedictus quintus                | Fin mai 964 – Fin juin 964 (mort le 4 juillet 965 ou 966) environ 1 mois          | Benedetto                | à Rome                        | Élu par les Romains et déposé par l'empereur Otton Ier. | Antique basilique vaticane. Tombe détruite.                                                      |
| 133 |           | Jean XIII Ioannes tertius decimus          | 1er octobre 965 – 6 septembre 972 6 ans, 11 mois et 5 jours                       | Giovanni Crescenzi       | vers 938 à Rome               | Candidat de l'empereur Otton Ier. |                                                                                                  |
| 134 |           | Benoît VI Benedictus sextus                | 19 janvier 973 – juillet 974 environ 1 an et 6 mois                               | Benedetto                | à Rome                        | Élu le 22 septembre 972 par le parti de l'empereur Otton Ier. Capturé par la populace romaine lors d'une émeute, exécuté sur ordre de l'antipape Boniface VII.                                                                     | Antique basilique vaticane. Tombe détruite.                                                      |
| A   |           | Boniface VII Bonifacius septimus           | juin 974 – chassé en juillet 974 environ 1 mois                                   | Francon                  | à Rome                        | Candidat de Crescentius. Chassé de Rome par le légat de l'empereur Otton II, il s'enfuit à Constantinople. |                                                                                                  |
| 135 |           | Benoît VII Benedictus septimus             | octobre 974 – 10 juillet 983 environ 8 ans et 9 mois                              | Benedetto                | à Rome                        | |                                                                                                  |
| 136 |           | Jean XIV Ioannes quartus decimus           | septembre 983 – 20 août 984 environ 11 mois                                       | Pietro Canepanova        | à Pavie                       | Nommé par de l'empereur Otton II. Capturé par Boniface VII en avril 984, il meurt en prison quelques mois plus tard. | Antique basilique vaticane. Tombe détruite.                                                      |
| A   |           | Boniface VII (2)                           | fin avril 984 – 20 juillet 985 environ 1 an et 3 mois                             | Francon                  | à Rome                        | Retourne à Rome après la mort de l'empereur Otton II et emprisonne Jean XIV. |                                                                                                  |
| 137 |           | Jean XV Ioannes quintus decimus            | août 985 – mars 996 environ 10 ans et 7 mois                                      | Giovanni di Gallina Alba | à Rome                        | Élu grâce à Crescentius le Jeune. | Antique basilique vaticane. Tombe détruite.                                                      |
| 138 |           | Grégoire V Gregorius quintus               | 3 mai 996 – 18 février 999 2 ans, 9 mois et 15 jours                              | Brunon de Carinthie      | 972 ou 973 en Saxe            | Nommé pape par son cousin l'empereur Othon III. Premier pape germanique et d'origine extérieure à l'Empire romain. Chassé de Rome par Crescentius le Jeune qui nomme l'antipape Jean XVI, il revient grâce à l'aide de l'empereur. | Antique basilique vaticane. Transféré dans les grottes du Vatican, basilique Saint-Pierre. Rome. |
| A   |           | Jean XVI Ioannes sextus decimus            | février 997 – déposé en mai 998 (mort le 26 août 1001) environ 1 an et 3 mois     | Giovanni Philàgathos     | à Rossano                     | D'origine grecque. Élu par Crescentius le Jeune, il est capturé par les troupes de l'empereur et mutilé avant sa déposition formelle.                                                                                              |                                                                                                  |
| 139 |           | Sylvestre II Silvester secundus            | 2 avril 999 – 12 mai 1003 4 ans, 1 mois et 10 jours                               | Gerbert d'Aurillac       | entre 945 et 950 en Aquitaine | Premier pape français. Nommé par l'empereur Otton III. |                                                                                                  |

### XIesiècle
| No  | Portraits | Nom de règne                                   | Pontificat | Nom d'origine                                                | Naissance                                                                        | Remarques | Lieu de sépulture                                                     |
| 140 |           | Jean XVII (XVIII) Ioannes septimus decimus     | 16 mai 1003 – 6 novembre 1003 5 mois et 21 jours                                                                     | Giovanni Sicco                                               | à Rome États pontificaux                                                         | Élu sur l'ordre de Jean Crescentius. |                                                                       |
| 141 |           | Jean XVIII (XIX) Ioannes duodevicesimus        | 25 décembre 1003 – fin juin 1009 environ 5 ans et 6 mois                                                             | Giovanni Fasano                                              | à Rome États pontificaux                                                         | Élu sur l'ordre de Jean Crescentius. Peut-être déposé par lui peu avant sa mort. |                                                                       |
| 142 |           | Serge IV Sergius quartus                       | 31 juillet 1009 – 12 mai 1012 2 ans, 9 mois et 11 jours                                                              | Pietro Buccaporci                                            | vers 965 à Rome États pontificaux                                                | Élu sur l'ordre de Jean Crescentius, il meurt soudainement quasiment en même temps que ce dernier. |                                                                       |
| 143 |           | Benoît VIII Benedictus octavus                 | 21 mai 1012 – 9 avril 1024 11 ans, 10 mois et 19 jours                                                               | Teofilatto dei conti di Tuscolo                              | vers 970 dans le Latium États pontificaux                                        | Élu par la faction de la noblesse romaine hostile à la famille Crescentius le 17 mai 1012. Intronisé après avoir chassé Grégoire VI de Rome. Reconnu pape en avril 1013 par Henri II qu'il couronne empereur.   | Antique basilique vaticane. Tombe détruite.                           |
| A   |           | Grégoire VI Gregorius sextus                   | fin mai 1012 – après avril 1013                                                                                      | Giovenni Graziano                                            | 1000 à Rome                                                                      | Élu par les partisans des Crescentius après le 17 mai 1012. Il ne peut se maintenir à Rome et part en Allemagne chercher le soutien du roi Henri II, en vain.                                                   | Antique basilique vaticane. Tombe détruite.                           |
| 144 |           | Jean XIX (XX) Ioannes undevicesimus            | 19 avril 1024 – 20 octobre 1032 8 ans, 6 mois et 1 jour                                                              | Romano dei conti di Tuscolo                                  | vers 975 dans le Latium États pontificaux                                        | Frère de Benoît VIII. Élu par la noblesse romaine. | Antique basilique vaticane. Tombe détruite.                           |
| 145 |           | Benoît IX Benedictus nonus                     | 21 octobre 1032 – chassé en septembre 1044 environ 11 ans et 11 mois                                                 | Teofilatto dei conti di Tuscolo                              | vers 1012 dans le Latium États pontificaux                                       | Neveu de Benoît VIII et Jean XIX. Élu le 21 octobre par la noblesse romaine sous la pression de son père, le comte de Tusculum. Sans doute le plus jeune de tous les papes.                                     |                                                                       |
| 146 |           | Sylvestre III Silvester tertius                | 20 janvier 1045 – chassé le 10 mars 1045 (mort vers 1063) 1 mois et 18 jours                                         | Giovanni de Crescenzi Ottaviani                              | en Italie                                                                        | Élu par les opposants à Benoît IX pour empêcher son retour à Rome. Considéré comme un antipape par la plupart des listes. Renonce formellement après un arrangement avec Benoît IX et Grégoire VI en mars 1046. |                                                                       |
| 147 |           | Benoît IX (2)                                  | 10 mars 1045 – renonce le 1er mai 1045 1 mois et 21 jours                                                            | Teofilatto dei conti di Tuscolo                              | vers 1012 dans le Latium États pontificaux                                       | Revenu à Rome, il abdique très vite en faveur de Grégoire VI, son parrain, contre de fortes sommes d'argent. |                                                                       |
| 148 |           | Grégoire VI Gregorius sextus                   | 1er mai 1045 – déposé le 20 décembre 1046 (mort fin 1047) 1 an, 7 mois et 19 jours                                   | Giovanni Graziano                                            | en Italie                                                                        | Parrain de Benoît IX. Parfois considéré comme un antipape. Déposé, ainsi que ses deux prédécesseurs, par le synode de Sutri par le futur empereur Henri III.                                                    |                                                                       |
| 149 |           | Clément II Clemens secundus                    | 24 décembre 1046 – 9 octobre 1047 9 mois et 15 jours                                                                 | Suidger von Morsleben und Hornbur                            | à Hornburg, en Saxe                                                              | Parfois considéré comme un antipape. Nommé le 24 décembre par l'empereur Henri III, il est intronisé le lendemain et couronne Henri III empereur.                                                               |                                                                       |
| 150 |           | Benoît IX (3)                                  | 8 novembre 1047 – chassé le 16 juillet 1048 (mort entre le 18 septembre 1055 et le 9 janvier 1056) 8 mois et 8 jours | Teofilatto dei conti di Tuscolo                              | vers 1012 dans le Latium États pontificaux                                       | Revenu à Rome à la mort de Clément II. L'empereur Henri III ne le reconnaît pas et lui oppose Damase II. Il tente plusieurs fois de reprendre le trône jusqu'à sa mort.                                         |                                                                       |
| 151 |           | Damase II Damasus secundus                     | 17 juillet 1048 – 9 août 1048 23 jours                                                                               | Poppo von Brixen                                             | vers 1000 en Bavière                                                             | Nommé par l'empereur Henri III le 25 décembre 1047. Un des pontificats les plus courts. |                                                                       |
| 152 |           | saint Léon IX sanctus Leo nonus                | 12 février 1049 – 19 avril 1054 5 ans, 2 mois et 7 jours                                                             | Bruno von Eguisheim-Dagsburg                                 | 21 juin 1002 à Dabo ou Walscheid Duché de Lorraine ou à Eguisheim Duché d'Alsace | Nommé par l'empereur Henri III en décembre 1048. N'accepte qu'après avoir été élu par le peuple de Rome le 2 février 1049. Canonisé en 1087 par Victor III.                                                     | Antique basilique vaticane. Transféré dans la basilique Saint-Pierre. |
| 153 |           | Victor II Victor secundus                      | 13 avril 1055 – 28 juillet 1057 2 ans, 3 mois et 15 jours                                                            | Gebhard von Calw-Dollnstein-Hirschberg                       | vers 1018 en Souabe Royaume de Germanie                                          | Nommé par l'empereur Henri III en septembre 1054 (il accepte en mars 1055). Dernier pape nommé et non élu. |                                                                       |
| 154 |           | [[Étienne IX\|Étienne IX]] (X) Stephanus nonus | 2 août 1057 – 29 mars 1058 7 mois et 27 jours                                                                        | Friedrich von Lothringen (Frédéric de Lorraine ou d'Ardenne) | vers 1020 à Dun-sur-Meuse ? en Lorraine                                          | Fils de Gothelon Ier, duc de Basse-Lotharingie. Élu sans que l'impératrice Agnès ait été consultée. Jadis numéroté Étienne X.                                                                                   |                                                                       |
| A   |           | Benoît X Benedictus decimus                    | 5 avril 1058 – renonce en 1059 (déposé en 1060, mort après 1073)                                                     | Giovanni Mincio                                              | à Rome ? États pontificaux                                                       | Élu par la noblesse romaine sans l'avis des cardinaux et avant le retour d'Hildebrand à Rome contrairement à une promesse faite à Étienne IX.                                                                   |                                                                       |
| 155 |           | Nicolas II Nicolaus secundus                   | 6 décembre 1058 – 19 juillet 1061 2 ans, 7 mois et 13 jours                                                          | Gérard de Bourgogne                                          | vers 990-995 en Lorraine ou en Bourgogne                                         | Non cardinal, il est élu à Sienne par les cardinaux. Rentré à Rome, il décrète en 1059 que désormais seuls les cardinaux-évêques éliront le pape.                                                               |                                                                       |
| 156 |           | Alexandre II Alexander secundus                | 30 septembre 1061 – 21 avril 1073 11 ans, 6 mois et 22 jours                                                         | Anselmo de Baggio                                            | vers 1010 ou 1015 à Milan commune du Saint-Empire                                | Non cardinal au moment de son élection. |                                                                       |
| A   |           | Honorius II Honorius secundus                  | 28 octobre 1061 – déposé le 31 mai 1064 (mort en 1071 ou 1072) 2 ans, 5 mois et 3 jours                              | Pietro Cadalo                                                | en 1009 ou 1010 à Vérone ou Vicence                                              | Nommé à Bâle par l'empereur Henri IV qui lui retire son soutien en 1062. |                                                                       |
| 157 |           | saint Grégoire VII sanctus Gregorius septimus  | 22 avril 1073 – 25 mai 1085 12 ans, 1 mois et 3 jours                                                                | Ildebrando di Soana                                          | vers 1020 ou 1025 à Sovana Marquisat de Tuscie                                   | Principal artisan de la réforme grégorienne. Canonisé en 1606 par le pape Paul V. |                                                                       |
| A   |           | Clément III Clemens tertius                    | 25 juin 1080 – 8 septembre 1100 20 ans, 2 mois et 14 jours                                                           | Guiberto di Ravenna                                          | vers 1025-1029 à Parme                                                           | Non cardinal quand il est nommé par l'empereur Henri IV qui le reconnaît et le soutient jusqu'à sa mort. |                                                                       |
| 158 |           | bienheureux Victor III beatus Victor tertius   | 24 mai 1086 – 16 septembre 1087 1 an, 3 mois et 23 jours                                                             | Dauferio Del Zotto                                           | vers 1027 à Bénévent Duché de Bénévent                                           | Béatifié en 1887 par le pape Léon XIII. |                                                                       |
| 159 |           | bienheureux Urbain II beatus Urbanus secundus  | 12 mars 1088 – 29 juillet 1099 11 ans, 4 mois et 17 jours                                                            | Eudes (ou Odon) de Lagery (ou de Châtillon)                  | vers 1035 à Lagery Comté de Champagne                                            | Pape français. Lance le 27 novembre 1095 l'appel de Clermont à l'origine de la Première croisade. Béatifié le 14 juillet 1881 par le pape Léon XIII.                                                            | Antique basilique vaticane. Tombe détruite.                           |
| 160 |           | Pascal II Paschalis secundus                   | 14 août 1099 – 21 janvier 1118 18 ans, 5 mois et 7 jours                                                             | Rainero di Bieda                                             | vers 1050 à Bieda États pontificaux                                              | |                                                                       |
| A   |           | Thierry Theodericus ou Theodoricus             | septembre 1100 – capturé en janvier 1101 (mort en 1102)                                                              | Teodorico                                                    | ?                                                                                | Élu par des partisans de l'antipape Clément III. N'a pas choisi de nom de règne. |                                                                       |

### XIIesiècle
| No  | Portraits               | Nom de règne                                   | Pontificat                                                      | Nom d'origine                    | Naissance                                           | Remarques | Lieu de sépulture                                                                                |
| A   |                         | Albert Albertus ou Adalbertus                  | janvier ou février 1101 – capturé quelques jours après          | Alberto                          | ?                                                   | Élu par les partisans de Thierry. N'a pas choisi de nom de règne. |                                                                                                  |
| A   |                         | Sylvestre IV Silvester quartus                 | 18 novembre 1105 – se soumet le 12 ou 13 avril 1111             | Maginulfo                        | vers 1050 à Rome États pontificaux                  | Élu par la noblesse romaine. |                                                                                                  |
| 161 |                         | Gélase II Gelasius secundus                    | 24 janvier 1118 – 29 janvier 1119 1 an et 5 jours               | Giovanni di Gaeta                | vers 1060 à Gaète États pontificaux                 | Chassé de Rome par l'empereur Henri V, se réfugie à Gaète, puis en France et meurt à Cluny.                                                                                             |                                                                                                  |
| A   |                         | Grégoire VIII Gregorius octavus                | 8 mars 1118 – renonce en avril 1121 (mort après août 1137)      | Maurice Bourdin                  | Né vers Uzerche Vicomté de Limoges                  | Nommé par l'empereur Henri V. Abandonné par lui après l'élection de Calixte II, il est capturé par les Normands et se soumet.                                                           |                                                                                                  |
| 162 |                         | Calixte II Callistus secundus                  | 2 février 1119 – 13 décembre 1124 5 ans, 10 mois et 11 jours    | Guy de Bourgogne                 | vers 1050 ou 1060 à Quingey Comté de Bourgogne      | Fils du comte de Bourgogne Guillaume Ier. Non cardinal lorsqu'il est élu par six cardinaux qui avaient accompagné Gélase II dans son exil à Cluny.                                      |                                                                                                  |
| X   |                         | Célestin II Coelestinus secundus               | 15 ou 16 décembre 1124 – 16 ou 17 décembre 1124                 | Teobaldo Boccapecora             | à Rome ? États pontificaux                          | Contraint par la force d'abdiquer avant son intronisation. N'a jamais été reconnu comme un pape légitime. Est donc un « pape éphémère parfois considéré à tort comme un antipape ».     |                                                                                                  |
| 163 |                         | Honorius II Honorius secundus                  | 21 décembre 1124 – 13 février 1130 5 ans, 1 mois et 23 jours    | Lamberto Scannabecchi            | vers 1075 à Fiagnano Duché de Spolète               | Proclamé pape le 16 décembre par les séditieux qui viennent de renverser Célestin II, il n'accepte d'être régulièrement élu que quelques jours plus tard.                               |                                                                                                  |
| 164 |                         | Innocent II Innocentius secundus               | 23 février 1130 – 24 septembre 1143 13 ans, 7 mois et 1 jour    | Gregorio Papareschi              | vers 1081 à Rome États pontificaux                  | Élu en même temps et aussi irrégulièrement qu'Anaclet II par la fraction conciliante envers l'empereur Lothaire II. Chassé de Rome, n'y revient qu'après la mort d'Anaclet.             |                                                                                                  |
| A   |                         | Anaclet II Anacletus secundus                  | 14 février 1130 – 25 janvier 1138 7 ans, 11 mois et 11 jours    | Piero Pierleoni                  | vers 1090 à Rome États pontificaux                  | Élu en même temps et aussi irrégulièrement qu'Innocent II par la fraction la plus hostile à l'empereur Lothaire II. N'est reconnu que par la Sicile qu'il érige en royaume.             |                                                                                                  |
| A   |                         | Victor IV Victor quartus                       | mi-mars 1138 – renonce le 29 mars ou mai 1138                   | Gregorio Conti                   | à Ceccano ? États pontificaux                       | Élu par des partisans du précédent, il perd l'appui de la Sicile et se soumet à Innocent II.                                                                                            |                                                                                                  |
| 165 |                         | Célestin II Coelestinus secundus               | 26 septembre 1143 – 8 mars 1144 5 mois et 11 jours              | Guido di Castello                | vers 1085 à Città di Castello États pontificaux     | |                                                                                                  |
| 166 |                         | Lucius II Lucius secundus                      | 12 mars 1144 – 15 février 1145 11 mois et 3 jours               | Gherardo Caccianemici dell'Orso  | vers 1095 à Bologne États pontificaux               | |                                                                                                  |
| 167 |                         | bienheureux Eugène III beatus Eugenius tertius | 18 février 1145 – 8 juillet 1153 8 ans, 4 mois et 20 jours      | Bernardo Paganelli di Montemagno | fin des années 1080 près de Pise République de Pise | N'était pas cardinal au moment de son élection. Béatifié le 28 décembre 1872 par le pape Pie IX.                                                                                        | Antique basilique vaticane. Tombe détruite.                                                      |
| 168 |                         | Anastase IV Anastasius quartus                 | 12 juillet 1153 – 3 décembre 1154 1 an, 4 mois et 21 jours      | Corrado della Suburra            | vers 1070 ou 1075 à Rome États pontificaux          | Peut-être neveu d'Honorius II. |                                                                                                  |
| 169 |                         | Adrien IV Hadrianus quartus                    | 4 décembre 1154 – 1er septembre 1159 4 ans, 8 mois et 28 jours  | Nicholas Breakspear              | vers 1110 ou 1120 à Abbots Langley Angleterre       | Seul pape anglais. | Antique basilique vaticane. Transféré dans les grottes du Vatican, basilique Saint-Pierre. Rome. |
| 170 |                         | Alexandre III Alexander tertius                | 7 septembre 1159 – 30 août 1181 21 ans, 11 mois et 23 jours     | Rolando Bandinelli               | vers 1105 à Sienne Tuscie                           | Pour en finir avec les antipapes, instaure en 1179 la règle selon laquelle les papes doivent désormais n'être élus que par les cardinaux des trois ordres à la majorité des deux tiers. |                                                                                                  |
| A   |                         | Victor IV Victor quartus                       | 7 septembre 1159 – 20 avril 1164 4 ans, 7 mois et 13 jours      | Ottaviano de' Monticelli         | 1095 à Tivoli États pontificaux                     | Élu par quelques cardinaux en opposition à Alexandre III. Reconnu uniquement par l'empereur Frédéric Barberousse. Deuxième antipape à choisir le nom de Victor IV.                      |                                                                                                  |
| A   | Élection de Pascal III. | Pascal III Paschalis tertius                   | 22 avril 1164 – 20 septembre 1168 4 ans, 4 mois et 29 jours     | Guido da Crema                   | vers 1100 à Crema Lombardie                         | Désigné à Lucques par le représentant en Italie de Frédéric Barberousse. Ses troupes prennent Rome où il s'installe jusqu'à sa mort.                                                    |                                                                                                  |
| A   |                         | Calixte III Callistus tertius                  | fin septembre 1168 – renonce le 20 août 1178 (mort en 1184 ?)   | Giovanni de Struma               | A Arezzo ou en Hongrie                              | Élu à Rome par les cardinaux nommés par Pascal III. Chassé de Rome, il perd le soutien de Frédéric Barberousse et se soumet à Alexandre III.                                            |                                                                                                  |
| A   |                         | Innocent III Innocentius tertius               | 29 mars 1179 – renonce en juin 1180                             | Lando di Sezze                   | États pontificaux                                   | Élu par quelques irréductibles partisans de Calixte III. Personne ne le reconnaissant, il renonce vite.                                                                                 |                                                                                                  |
| 171 |                         | Lucius III Lucius tertius                      | 1er septembre 1181 – 25 novembre 1185 4 ans, 2 mois et 24 jours | Ubaldo Allucingoli               | vers 1100 à Lucques Tuscie                          | |                                                                                                  |
| 172 |                         | Urbain III Urbanus tertius                     | 25 novembre 1185 – 20 octobre 1187 1 an, 10 mois et 25 jours    | Uberto Crivelli                  | vers 1120 à Cuggiono Lombardie                      | |                                                                                                  |
| 173 |                         | Grégoire VIII Gregorius octavus                | 21 octobre 1187 – 17 décembre 1187 1 mois et 26 jours           | Alberto di Morra                 | 1105 ou 1110 à Bénévent États pontificaux           | |                                                                                                  |
| 174 |                         | Clément III Clemens tertius                    | 19 décembre 1187 – 27 mars 1191 3 ans, 3 mois et 8 jours        | Paolo Scolari                    | vers 1130 à Rome États pontificaux                  | |                                                                                                  |
| 175 |                         | Célestin III Coelestinus tertius               | 30 mars 1191 – 8 janvier 1198 6 ans, 9 mois et 9 jours          | Giacinto Bobone                  | 1105 ou 1106 à Rome États pontificaux               | |                                                                                                  |
| 176 |                         | Innocent III Innocentius tertius               | 8 janvier 1198 – 16 juillet 1216 18 ans, 6 mois et 8 jours      | Lotario dei conti di Segni       | 1160 ou 1161 à Gavignano États pontificaux          | Dernier pape élu le jour de la mort de son prédécesseur. |                                                                                                  |

### XIIIesiècle
| No  | Portraits | Nom de règne                                      | Pontificat                                                                           | Nom d'origine                        | Naissance                                                            | Remarques | Lieu de sépulture                                                                                |
| 177 |           | Honorius III Honorius tertius                     | 18 juillet 1216 – 18 mars 1227 10 ans et 8 mois                                      | Cencio Savelli                       | vers 1160 à Rome États pontificaux                                   | |                                                                                                  |
| 178 |           | Grégoire IX Gregorius nonus                       | 19 mars 1227 – 22 août 1241 14 ans, 5 mois et 3 jours                                | Ugolino di Anagni dei conti di Segni | vers 1170 à Anagni États pontificaux                                 | Neveu (ou cousin éloigné) d'Innocent III. Dernier pape à être élu sitôt la mort de son prédécesseur. | Antique basilique vaticane. Tombe détruite.                                                      |
| 179 |           | Célestin IV Coelestinus quartus                   | 25 octobre 1241 – 10 novembre 1241 16 jours                                          | Goffredo da Castiglione              | vers 1180 à Milan commune du Saint-Empire                            | Neveu par sa mère d'Urbain III. Mort avant d'avoir été couronné. Un des pontificats les plus courts. | Antique basilique vaticane. Tombe détruite.                                                      |
| 180 |           | Innocent IV Innocentius quartus                   | 25 juin 1243 – 7 décembre 1254 11 ans, 5 mois et 12 jours                            | Sinibaldo Fieschi                    | entre 1180 et 1190 à Gênes République de Gênes                       | Élu après plus d'un an et demi de vacance du trône. |                                                                                                  |
| 181 |           | Alexandre IV Alexander quartus                    | 12 décembre 1254 – 25 mai 1261 6 ans, 5 mois et 13 jours                             | Rinaldo dei signori di Jenne         | vers 1185 à Jenne États pontificaux                                  | |                                                                                                  |
| 182 |           | Urbain IV Urbanus quartus                         | 29 août 1261 – 2 octobre 1264 3 ans, 1 mois et 3 jours                               | Jacques Pantaléon                    | vers 1185 à Troyes Comté de Champagne, Royaume de France             | Pape français. N'est pas cardinal au moment de son élection. |                                                                                                  |
| 183 |           | Clément IV Clemens quartus                        | 5 février 1265 – 29 novembre 1268 3 ans, 9 mois et 24 jours                          | Gui Foucois                          | 23 novembre 1190 à Saint-Gilles Comté de Toulouse, Royaume de France | Pape français. |                                                                                                  |
| 184 |           | bienheureux Grégoire X beatus Gregorius decimus   | 1er septembre 1271 – 10 janvier 1276 4 ans, 4 mois et 9 jours                        | Teobaldo Visconti                    | vers 1210 à Plaisance commune du Saint-Empire                        | Après près de trois ans sans élection, les Viterbais, excédés, enferment les cardinaux, nourris de pain et d'eau : c'est l'origine du conclave. L'élu n'est ni prêtre, ni cardinal. Béatifié le 8 juillet 1713 par Clément XI. |                                                                                                  |
| 185 |           | bienheureux Innocent V beatus Innocentius quintus | 21 janvier 1276 – 22 juin 1276 5 mois et 1 jour                                      | Pierre de Tarentaise                 | vers 1224 à Champagny Comté de Savoie                                | Béatifié le 9 mars 1898 par le pape Léon XIII. |                                                                                                  |
| 186 |           | Adrien V Hadrianus quintus                        | 11 juillet 1276 – 18 août 1276 1 mois et 7 jours                                     | Ottobono Fieschi                     | vers 1205 à Gênes République de Gênes                                | Neveu d'Innocent IV. Mort avant d'avoir été couronné. |                                                                                                  |
| 187 |           | Jean XXI Ioannes vicesimus primus                 | 8 septembre 1276 – 20 mai 1277 8 mois et 12 jours                                    | Pedro Julião                         | entre 1210 et 1215 à Lisbonne Royaume de Portugal                    | Seul pape portugais. L'imprécision des listes de papes de cette époque fait qu'il prend par erreur le nom de Jean XXI au lieu de Jean XX.                                                                                      |                                                                                                  |
| 188 |           | Nicolas III Nicolaus tertius                      | 25 novembre 1277 – 22 août 1280 2 ans, 8 mois et 28 jours                            | Giovanni Gaetano Orsini              | entre 1210 et 1220 à Rome États pontificaux                          | | Antique basilique vaticane. Transféré dans les grottes du Vatican, basilique Saint-Pierre        |
| 189 |           | Martin IV Martinus quartus                        | 22 février 1281 – 28 mars 1285 4 ans, 1 mois et 6 jours                              | Simon de Brie ou de Brion            | entre 1210 et 1220 à Mainpincien Royaume de France                   | Pape français. Élu à Viterbe, ne peut jamais venir à Rome et meurt à Pérouse. À cause d'une confusion entre Martin et Marin, prend par erreur le nom de Martin IV au lieu de Martin II.                                        |                                                                                                  |
| 190 |           | Honorius IV Honorius quartus                      | 2 avril 1285 – 3 avril 1287 2 ans et 1 jour                                          | Giacomo Savelli                      | vers 1210 à Rome États pontificaux                                   | Petit-neveu d'Honorius III. |                                                                                                  |
| 191 |           | Nicolas IV Nicolaus quartus                       | 22 février 1288 – 4 avril 1292 4 ans, 1 mois et 13 jours                             | Girolamo Masci                       | 30 septembre 1227 à Lisciano États pontificaux                       | |                                                                                                  |
| 192 |           | saint Célestin V sanctus Coelestinus quintus      | 5 juillet 1294 – renonce le 13 décembre 1294 5 mois et 8 jours (mort le 19 mai 1296) | Pietro de Morrone                    | fin 1209 ou début 1210 à Isernia Saint-Empire                        | Ermite et non cardinal. Élu à Pérouse après deux ans de vacance du trône. Abdique après cinq mois de règne. Canonisé le 5 mai 1313 par Clément V.                                                                              |                                                                                                  |
| 193 |           | Boniface VIII Bonifacius octavus                  | 24 décembre 1294 – 11 octobre 1303 8 ans, 9 mois et 17 jours                         | Benedetto Caetani                    | entre 1235 et 1240 à Anagni États pontificaux                        | N'a pas repris le nom de Boniface VII qui était pourtant un antipape. | Antique basilique vaticane. Transféré dans les grottes du Vatican, basilique Saint-Pierre. Rome. |

### XIVesièclejusqu'auGrand Schisme d'Occident
| No  | Portraits | Nom de règne                                      | Pontificat                                                                                | Nom d'origine            | Naissance                                              | Remarques | Lieu de sépulture |
| 194 |           | bienheureux Benoît XI beatus Benedictus undecimus | 22 octobre 1303 – 7 juillet 1304 8 mois et 15 jours                                       | Niccolò Boccasini        | 1240 à Trévise commune du Saint-Empire                 | N'a pas repris le nom de l'antipape Benoît X. Chassé de Rome par la famille Colonna, il se réfugie à Pérouse. Béatifié le 24 avril 1736 par Clément XII.                                                                                  |                   |
| 195 |           | Clément V Clemens quintus                         | 5 juin 1305 – 20 avril 1314 8 ans, 10 mois et 15 jours                                    | Bertrand de Got          | vers 1264 près de Villandraut Royaume de France        | Pape français. Non cardinal. Élu à Pérouse après un an de vacance du trône. Couronné à Lyon, ne peut rejoindre Rome en proie à la guerre civile. S'installe avec sa cour à Avignon.                                                       |                   |
| 196 |           | Jean XXII Ioannes vicesimus secundus              | 7 août 1316 – 4 décembre 1334 18 ans, 3 mois et 27 jours                                  | Jacques Duèze ou Duèse   | vers 1244 à Cahors Royaume de France                   | Pape français, à Avignon. Élu après deux ans de vacance du trône. |                   |
| A   |           | Nicolas V Nicolaus quintus                        | 12 mai 1328 – renonce le 25 août 1330 (mort le 16 octobre 1333) 2 ans, 3 mois et 13 jours | Pietro Rainalducci       | vers 1258 à Corvaro États pontificaux                  | Non cardinal quand il est nommé à Rome par Louis de Bavière pour qu'il le couronne empereur. Doit fuir Rome avec lui. Fait sa soumission à Jean XXII à Avignon.                                                                           |                   |
| 197 |           | Benoît XII Benedictus duodecimus                  | 20 décembre 1334 – 25 avril 1342 7 ans, 4 mois et 5 jours                                 | Jacques Fournier         | vers 1285 à Saverdun Comté de Foix                     | Pape français, à Avignon. |                   |
| 198 |           | Clément VI Clemens sextus                         | 7 mai 1342 – 6 décembre 1352 10 ans, 6 mois et 29 jours                                   | Pierre Roger             | en 1290 ou 1291 à Rosiers-d'Égletons Royaume de France | Pape français, à Avignon. |                   |
| 199 |           | Innocent VI Innocentius sextus                    | 18 décembre 1352 – 12 septembre 1362 9 ans, 8 mois et 25 jours                            | Étienne Aubert           | vers 1282 ou 1295 à Les Monts Royaume de France        | Pape français. Il est le premier souverain pontife d'Avignon à désirer le retour de la papauté au Saint-Siège de Rome. |                   |
| 200 |           | bienheureux Urbain V beatus Urbanus quintus       | 28 septembre 1362 – 19 décembre 1370 8 ans, 2 mois et 21 jours                            | Guillaume de Grimoard    | vers 1310 à Grizac Royaume de France                   | Pape français. Non cardinal lors de son élection. D'abord pape à Avignon, il part pour Rome et s'y installe avec sa cour. Ne peut s'y maintenir et retourne à Avignon où il meurt peu après. Béatifié le 10 mars 1870 par le pape Pie IX. |                   |
| 201 |           | Grégoire XI Gregorius undecimus                   | 30 décembre 1370 – 27 mars 1378 7 ans, 2 mois et 25 jours                                 | Pierre Roger de Beaufort | vers 1330 à Rosiers-d'Égletons Royaume de France       | Neveu de Clément VI. Dernier pape français reconnu par l'Église. D'abord pape à Avignon, il part pour Rome et s'y installe avec la cour pontificale.                                                                                      |                   |

### Grand Schisme d'Occident
| No  | Portraits | Nom de règne                      | Pontificat                                                                                      | Nom d'origine         | Naissance                                                     | Remarques | Lieu de sépulture                                                                                |
| 202 |           | Urbain VI Urbanus sextus          | 8 avril 1378 – 15 octobre 1389 11 ans, 6 mois et 7 jours                                        | Bartolomeo Prignano   | vers 1318 à Naples Royaume de Naples                          | Dernier non cardinal élu pape. Les cardinaux, affirmant avoir voté sous la pression des Romains qui voulaient un pape italien, se rassemblent peu après à Fondi. Ils proclament Urbain VI illégitime et élisent Clément VII. Début du Grand Schisme d'Occident. | Antique basilique vaticane. Transféré dans les grottes du Vatican, basilique Saint-Pierre. Rome. |
| 203 |           | Boniface IX Bonifacius nonus      | 2 novembre 1389 – 1er octobre 1404 14 ans, 10 mois et 29 jours                                  | Piero Tomacelli       | vers 1356 à Naples Royaume de Naples                          | | Antique basilique vaticane. Tombe détruite. Rome.                                                |
| 204 |           | Innocent VII Innocentius septimus | 17 octobre 1404 – 6 novembre 1406 2 ans et 20 jours                                             | Cosimo de' Migliorati | vers 1336 à Sulmona Royaume de Naples                         | Nomme cardinaux le 12 juin 1405 les futurs papes Grégoire XII et Martin V, et l'antipape de Pise Alexandre V. | Antique basilique vaticane. Transféré dans les grottes du Vatican, basilique Saint-Pierre. Rome. |
| 205 |           | Grégoire XII Gregorius duodecimus | 30 novembre 1406 – renonce le 4 juillet 1415 8 ans, 7 mois et 4 jours (mort le 18 octobre 1417) | Angelo Correr         | vers 1326 ou entre 1335 et 1345 à Venise République de Venise | Déposé par le Concile de Pise. Ne se soumet pas. Doit fuir Rome prise par le pape de Pise. Finit par reconnaître le Concile de Constance et démissionne pour mettre fin au Grand Schisme d'Occident. Son successeur n'est élu qu'après son décès.               | Antique basilique vaticane. Transféré dans les grottes du Vatican, basilique Saint-Pierre. Rome. |

| No | Portraits | Nom de règne                           | Pontificat                                                                                     | Nom d'origine                  | Naissance                                         | Remarques | Lieu de sépulture |
| A  |           | Clément VII Clemens septimus           | 20 septembre 1378 – 16 septembre 1394 15 ans, 11 mois et 27 jours                              | Robert de Genève               | vers 1342 à Annecy Comté de Genève                | Élu à Fondi par les cardinaux qui avaient élu, puis désavoué Urbain VI. Reçoit le soutien de nombreux États, dont la France et les royaumes d'Espagne. Réinstalle la papauté de son obédience à Avignon.                             |                   |
| A  |           | Benoît XIII Benedictus tertius decimus | 28 septembre 1394 – 27 novembre 1422 28 ans, 1 mois et 30 jours (décès annoncé le 23 mai 1423) | Pedro Martínez de Luna y Gotor | vers 1329 ou 1342/1343 à Illueca Royaume d'Aragon | Déposé par le Concile de Pise en 1409, puis par celui de Constance en 1417. Ne se soumet pas. S'installe à Peñíscola en Aragon. N'étant reconnu que par cet état, le Grand Schisme d'Occident est de facto terminé.                  |                   |
| A  |           | Clément VIII Clemens octavus           | 10 juin 1423 – renonce le 26 juillet 1429 6 ans, 1 mois et 16 jours (mort le 28 décembre 1446) | Gil Sánchez Muñoz y Carbón     | vers 1369 à Teruel Royaume d'Aragon               | Élu à Peñíscola. Non cardinal quand il est élu par trois des quatre derniers cardinaux fidèles à l'obédience d'Avignon. Se soumet à Martin V quand le roi d'Aragon se réconcilie avec lui. Nommé évêque de Majorque en compensation. |                   |
| A  |           | Benoît XIV Benedictus quartus decimus  |                                                                                                | Bernard Garnier                | vers 1370 dans le Sud du royaume de France        | Ne figure pas dans la liste de l'Annuario pontificio, même comme antipape. Voir les articles Bernard Garnier et Jean Carrier. |                   |

| No | Portraits | Nom de règne                         | Pontificat                                                                       | Nom d'origine     | Naissance                                 | Remarques | Lieu de sépulture |
| A  |           | Alexandre V Alexander quintus        | 26 juin 1409 – 3 ou 4 mai 1410                                                   | Pietro Filargo    | vers 1340 à Candie ? République de Venise | De l'obédience de Rome. Élu par le Concile de Pise pour remplacer Grégoire XII et Benoît XIII et mettre fin au Grand Schisme d'Occident. Son élection ne fait qu'ajouter un troisième pape rival. S'empare de Rome, mais ne peut y rester. S'installe à Bologne. |                   |
| A  |           | Jean XXIII Ioannes vicesimus tertius | 17 mai 1410 – déposé le 29 mai 1415 5 ans et 12 jours (mort le 27 décembre 1419) | Baldassarre Cossa | vers 1360 à Procida Royaume de Naples     | De l'obédience de Rome, puis de Pise. Élu à Bologne. Convoque le Concile de Constance qui le dépose et le fait arrêter. Libéré en juin 1419, se soumet aussitôt à Martin V.                                                                                      |                   |

### XVesiècleaprès leGrand Schisme d'Occident
| No  | Portraits | Nom de règne                      | Pontificat                                                                                  | Nom d'origine                                    | Naissance                                                      | Remarques | Lieu de sépulture                                                                                |
| 206 |           | Martin V Martinus quintus         | 11 novembre 1417 – 20 février 1431 13 ans, 3 mois et 9 jours                                | Oddone Colonna                                   | vers 1368 à Genazzano États pontificaux                        | De l'obédience de Rome, puis de Pise. Élu au Concile de Constance pour remplacer les trois papes rivaux Grégoire XII (décédé), Benoît XIII et Jean XXIII et mettre fin au Grand Schisme d'Occident. Papauté définitivement à Rome. |                                                                                                  |
| 207 |           | Eugène IV Eugenius quartus        | 3 mars 1431 – 23 février 1447 15 ans, 11 mois et 20 jours                                   | Gabriele Condulmer                               | vers 1383 à Venise République de Venise                        | Neveu par sa mère de Grégoire XII. |                                                                                                  |
| A   |           | Félix V Felix quintus             | 5 novembre 1439 – renonce le 7 avril 1449 9 ans, 5 mois et 2 jours (mort le 7 janvier 1451) | Amédée de Savoie                                 | 4 septembre 1383 à Chambéry Comté de Savoie                    | Duc de Savoie, dernier antipape, élu par le Concile de Bâle qui prétend déposer Eugène IV. N'était pas cardinal quand il a été élu ; il le devient après sa renonciation.                                                          |                                                                                                  |
| 208 |           | Nicolas V Nicolaus quintus        | 6 mars 1447 – 24 mars 1455 8 ans et 18 jours                                                | Tommaso Parentucelli                             | 15 novembre 1397 à Sarzana commune du Saint-Empire             | | Antique basilique vaticane. Transféré dans les grottes du Vatican, basilique Saint-Pierre. Rome. |
| 209 |           | Calixte III Callistus tertius     | 8 avril 1455 – 6 août 1458 3 ans, 3 mois et 29 jours                                        | Alfons de Borja i de Llançol (Borgia en italien) | 31 décembre 1378 à Xàtiva Couronne d'Aragon                    | |                                                                                                  |
| 210 |           | Pie II Pius secundus              | 19 août 1458 – 15 août 1464 5 ans, 11 mois et 27 jours                                      | Enea Silvio Piccolomini                          | 18 octobre 1405 à Corsignano République de Sienne              | |                                                                                                  |
| 211 |           | Paul II Paulus secundus           | 30 août 1464 – 26 juillet 1471 6 ans, 10 mois et 26 jours                                   | Pietro Barbo                                     | 23 février 1417 à Venise République de Venise                  | Neveu par sa mère d'Eugène IV. Petit-neveu par sa mère de Grégoire XII. | Antique basilique vaticane. Transféré dans les grottes du Vatican, basilique Saint-Pierre. Rome. |
| 212 |           | Sixte IV Sixtus quartus           | 9 août 1471 – 12 août 1484 13 ans et 3 jours                                                | Francesco della Rovere                           | 21 juillet 1414 à Celle Ligure Savone, commune du Saint-Empire | |                                                                                                  |
| 213 |           | Innocent VIII Innocentius octavus | 29 août 1484 – 25 juillet 1492 7 ans, 10 mois et 26 jours                                   | Giovanni Battista Cibo                           | 1432 à Gênes République de Gênes                               | | Antique basilique vaticane. Transféré dans la basilique Saint-Pierre                             |
| 214 |           | Alexandre VI Alexander sextus     | 11 août 1492 – 18 août 1503 11 ans et 7 jours                                               | Roderic Llançol i de Borja (Borgia en italien)   | 1er janvier (?) 1431 à Xàtiva Couronne d'Aragon                | Dernier pape espagnol. Neveu par sa mère de Calixte III. Père de Jean, César et Lucrèce Borgia. N'a pas repris le nom du pape de Pise Alexandre V, aujourd'hui considéré comme un antipape.                                        |                                                                                                  |

### XVIesiècle
| No  | Portraits | Nom de règne                            | Pontificat                                                      | Nom d'origine                    | Naissance                                                  | Remarques | Lieu de sépulture                                                                                         |
| 215 |           | Pie III Pius tertius                    | 22 septembre 1503 – 18 octobre 1503 26 jours                    | Francesco Todeschini Piccolomini | 9 mai 1439 à Sarteano ou Sienne République de Sienne       | Neveu par sa mère de Pie II. Un des pontificats les plus courts. | |
| 216 |           | Jules II Iulius secundus                | 1er novembre 1503 – 21 février 1513 9 ans, 3 mois et 20 jours   | Giuliano della Rovere            | 5 décembre 1443 à Albisola Savone, commune du Saint-Empire | Neveu de Sixte IV. | Basilique Saint-Pierre. Cénotaphe sculpté par Michel-Ange dans la basilique Saint-Pierre-aux-Liens. Rome. |
| 217 |           | Léon X Leo decimus                      | 9 mars 1513 – 1er décembre 1521 8 ans, 8 mois et 20 jours       | Giovanni di Lorenzo de' Medici   | 11 décembre 1475 à Florence République de Florence         | Fils de Laurent de Médicis, seigneur de facto de Florence et de sa région.                                                                                           | Basilique de la Minerve. Tombeau dessiné par Giuliano da Sangallo. Rome.                                  |
| 218 |           | Adrien VI Hadrianus sextus              | 9 janvier 1522 – 14 septembre 1523 1 an, 8 mois et 5 jours      | Adriaan Floriszoon Boeyens       | 2 mars 1459 à Utrecht Principauté d'Utrecht Saint-Empire   | Seul pape né aux Pays-Bas actuels et dernier pape non italien avant Jean-Paul II. Depuis 996, avec Marcel II, seuls papes à avoir conservé leur prénom.              | Église Santa Maria dell'Anima. Tombeau dessiné par Baldassare Peruzzi. Rome.                              |
| 219 |           | Clément VII Clemens septimus            | 19 novembre 1523 – 25 septembre 1534 10 ans, 10 mois et 6 jours | Giulio di Giuliano de' Medici    | 26 mai 1478 à Florence République de Florence              | Cousin germain de Léon X. Reprend le nom de l'antipape d'Avignon Clément VII.                                                                                        | Basilique de la Minerve. Tombeau sculpté par Nanni di Baccio Bigio. Rome.                                 |
| 220 |           | Paul III Paulus tertius                 | 13 octobre 1534 – 10 novembre 1549 15 ans et 28 jours           | Alessandro Farnese               | 29 février 1468 à Canino États pontificaux                 | | Basilique Saint-Pierre. Tombeau sculpté par Guglielmo della Porta.                                        |
| 221 |           | Jules III Iulius tertius                | 7 février 1550 – 23 mars 1555 5 ans, 1 mois et 15 jours         | Giovanni Maria Ciocchi del Monte | 10 septembre 1487 à Rome États pontificaux                 | | Grottes du Vatican, basilique Saint-Pierre. Rome.                                                         |
| 222 |           | Marcel II Marcellus secundus            | 9 avril 1555 – 30 avril 1555 21 jours                           | Marcello Cervini                 | 6 mai 1501 à Montefano États pontificaux                   | Un des pontificats les plus courts. Dernier pape à conserver son nom de baptême.                                                                                     | Grottes du Vatican, basilique Saint-Pierre. Rome.                                                         |
| 223 |           | Paul IV Paulus quartus                  | 23 mai 1555 – 18 août 1559 4 ans, 2 mois et 26 jours            | Gian Pietro Carafa               | 28 juin 1476 à Capriglia Irpina Royaume de Naples          | | Basilique de la Minerve. Tombeau dessiné par Pirro Ligorio. Rome.                                         |
| 224 |           | Pie IV Pius quartus                     | 25 décembre 1559 – 9 décembre 1565 5 ans, 11 mois et 14 jours   | Giovanni Angelo Medici           | 31 mars 1499 à Milan Duché de Milan                        | Dernier pape né dans le Saint-Empire si on considère le 22 septembre 1499 (traité de Bâle) comme date de sortie de facto des États d'Italie du Nord du Saint-Empire. | |
| 225 |           | saint Pie V sanctus Pius quintus        | 7 janvier 1566 – 1er mai 1572 6 ans, 3 mois et 24 jours         | Antonio ou Michele Ghislieri     | 17 janvier 1504 à Bosco Marengo Duché de Milan             | Canonisé le 4 août 1712 par le pape Clément XI. | |
| 226 |           | Grégoire XIII Gregorius tertius decimus | 13 mai 1572 – 10 avril 1585 12 ans, 10 mois et 28 jours         | Ugo Boncompagni                  | 7 janvier 1502 à Bologne États pontificaux                 | Le 12 décembre 1583, nomme cardinaux les futurs papes Urbain VII, Grégoire XIV, Innocent IX et Léon XI ; tous ont très peu régné.                                    | Basilique Saint-Pierre. Tombeau sculpté par Camillo Rusconi.                                              |
| 227 |           | Sixte V Sixtus quintus                  | 24 avril 1585 – 27 août 1590 5 ans, 4 mois et 3 jours           | Felice Peretti Montalto          | 13 décembre 1521 à Grottammare États pontificaux           | Appelé le plus souvent Sixte Quint en français. | |
| 228 |           | Urbain VII Urbanus septimus             | 15 septembre 1590 – 27 septembre 1590 12 jours                  | Giambattista Castagna            | 4 août 1521 à Rome États pontificaux                       | Mort avant même d'avoir été couronné ; si l'on excepte celui d'Étienne, son pontificat est le plus court connu.                                                      | |
| 229 |           | Grégoire XIV Gregorius quartus decimus  | 5 décembre 1590 – 16 octobre 1591 10 mois et 11 jours           | Niccolò Sfondrati                | 11 février 1535 à Somma Lombardo Duché de Milan            | | |
| 230 |           | Innocent IX Innocentius nonus           | 29 octobre 1591 – 30 décembre 1591 2 mois et 1 jour             | Gian Antonio Facchinetti de Nuce | 20 ou 22 juillet 1519 à Bologne États pontificaux          | | Grottes du Vatican, basilique Saint-Pierre. Rome.                                                         |
| 231 |           | Clément VIII Clemens octavus            | 30 janvier 1592 – 3 mars 1605 13 ans, 1 mois et 1 jour          | Ippolito Aldobrandini            | 24 février ou 4 mars 1536 à Florence Duché de Florence     | | Basilique Sainte-Marie-Majeure. Tombeau dessiné par Flaminio Ponzio. Rome.                                |

### XVIIesiècle
| No  | Portraits | Nom de règne                                         | Pontificat                                                    | Nom d'origine                    | Naissance                                          | Remarques                                                              | Lieu de sépulture                                                                                   |
| 232 |           | Léon XI Leo undecimus                                | 1er avril 1605 – 27 avril 1605 26 jours                       | Alessandro Ottaviano de' Medici  | 2 ou 11 juin 1535 à Bologne États pontificaux      | Petit-neveu par sa mère de Léon X. Un des pontificats les plus courts. | Tombeau sculpté par Alessandro Algardi (1634, Rome, basilique Saint-Pierre).                        |
| 233 |           | Paul V Paulus quintus                                | 16 mai 1605 – 28 janvier 1621 15 ans, 8 mois et 12 jours      | Camillo Borghese                 | 17 septembre 1550 ou 1552 à Rome États pontificaux |                                                                        | Tombeau sculpté par Flaminio Ponzio (1615, Rome, basilique Sainte-Marie-Majeure).                   |
| 234 |           | Grégoire XV Gregorius quintus decimus                | 9 février 1621 – 8 juillet 1623 2 ans, 4 mois et 29 jours     | Alessandro Ludovisi              | 9 janvier 1554 à Bologne États pontificaux         |                                                                        | Tombeau sculpté par Pierre Legros et Pierre-Étienne Monnot (après 1697, Rome, Sant'Ignazio).        |
| 235 |           | Urbain VIII Urbanus octavus                          | 6 août 1623 – 29 juillet 1644 20 ans, 11 mois et 23 jours     | Maffeo Barberini                 | début avril 1568 à Florence Duché de Florence      | Un des pontificats les plus longs.                                     | Tombeau sculpté par Gian Lorenzo Bernini dit Le Bernin (1627 - 1647, Rome, basilique Saint-Pierre). |
| 236 |           | Innocent X Innocentius decimus                       | 15 septembre 1644 – 7 janvier 1655 10 ans, 3 mois et 23 jours | Giovanni Battista Pamphili       | 6 ou 7 mai 1574 à Rome États pontificaux           | Arrière-arrière-arrière-petit-fils d'Alexandre VI.                     | Tombeau sculpté par Giovanni Battista Maini (1730, Rome, église Sainte-Agnès en Agone).             |
| 237 |           | Alexandre VII Alexander septimus                     | 7 avril 1655 – 22 mai 1667 12 ans, 1 mois et 15 jours         | Fabio Chigi                      | 13 février 1599 à Sienne Grand-duché de Toscane    | Petit-neveu de Paul V.                                                 | Tombeau sculpté par Gian Lorenzo Bernini dit Le Bernin (1671 - 1678, Rome, basilique Saint-Pierre). |
| 238 |           | Clément IX Clemens nonus                             | 20 juin 1667 – 9 décembre 1669 2 ans, 5 mois et 19 jours      | Giulio Rospigliosi               | 28 janvier 1600 à Pistoia Grand-duché de Toscane   |                                                                        | Tombeau sculpté par Ercole Ferrata (Rome, basilique Sainte-Marie-Majeure).                          |
| 239 |           | Clément X Clemens decimus                            | 29 avril 1670 – 22 juillet 1676 6 ans, 2 mois et 23 jours     | Emilio Bonaventura Altieri       | 13 juillet 1590 à Rome États pontificaux           |                                                                        | |
| 240 |           | bienheureux Innocent XI beatus Innocentius undecimus | 21 septembre 1676 – 12 août 1689 12 ans, 10 mois et 22 jours  | Benedetto Odescalchi             | 16 ou 19 mai 1611 à Côme Duché de Milan            | Béatifié le 7 octobre 1956 par Pie XII.                                | Tombeau sculpté par Pierre-Étienne Monnot (1697 - 1704, Rome, basilique Saint-Pierre).              |
| 241 |           | Alexandre VIII Alexander octavus                     | 6 octobre 1689 – 1er février 1691 1 an, 3 mois et 26 jours    | Pietro Vito Ottoboni             | 22 avril 1610 à Venise République de Venise        |                                                                        | |
| 242 |           | Innocent XII Innocentius duodecimus                  | 12 juillet 1691 – 27 septembre 1700 9 ans, 2 mois et 15 jours | Antonio Pignatelli del Rastrello | 13 mars 1615 à Spinazzola Royaume de Naples        |                                                                        | |
| 243 |           | Clément XI Clemens undecimus                         | 23 novembre 1700 – 19 mars 1721 20 ans, 3 mois et 24 jours    | Giovanni Francesco Albani        | 23 juillet 1649 à Urbino États pontificaux         | Un des pontificats les plus longs.                                     | |

### XVIIIesiècle
| No  | Portraits | Nom de règne                              | Pontificat                                                 | Nom d'origine                        | Naissance                                                    | Remarques | Lieu de sépulture                                                         |
| 244 |           | Innocent XIII Innocentius tertius decimus | 8 mai 1721 – 7 mars 1724 2 ans, 9 mois et 28 jours         | Michelangelo dei Conti               | 13 mai 1655 à Poli États pontificaux.                        | | Grottes du Vatican, basilique Saint-Pierre. Rome.                         |
| 245 |           | Benoît XIII Benedictus tertius decimus    | 29 mai 1724 – 21 février 1730 5 ans, 8 mois et 23 jours    | Pietro Francesco Orsini              | 2 février 1649 à Gravina in Puglia Royaume de Naples.        | Choisit d'abord de s'appeler Benoît XIV, puis Benoît XIII pour ne pas légitimer le pape d'Avignon Benoît XIII. | Basilique de la Minerve. Tombeau sculpté par Pietro Bracci. Rome.         |
| 246 |           | Clément XII Clemens duodecimus            | 12 juillet 1730 – 6 février 1740 9 ans, 6 mois et 25 jours | Lorenzo Corsini                      | 7 avril 1652 à Florence Grand-duché de Toscane.              | | Basilique Saint-Jean-de-Latran. Tombeau dessiné par Alessandro Galilei    |
| 247 |           | Benoît XIV Benedictus quartus decimus     | 17 août 1740 – 3 mai 1758 17 ans, 8 mois et 16 jours       | Prospero Lorenzo Lambertini          | 31 mars 1675 à Bologne États pontificaux                     | | Basilique Saint-Pierre. Tombeau sculpté par Pietro Bracci. Rome.          |
| 248 |           | Clément XIII Clemens tertius decimus      | 6 juillet 1758 – 2 février 1769 10 ans, 6 mois et 27 jours | Carlo della Torre Rezzonico          | 7 mars 1693 à Venise République de Venise                    | | Basilique Saint-Pierre. Tombeau sculpté par Antonio Canova. Rome.         |
| 249 |           | Clément XIV Clemens quartus decimus       | 19 mai 1769 – 22 septembre 1774 5 ans, 4 mois et 3 jours   | Giovanni Vincenzo Antonio Ganganelli | 31 octobre 1705 à Santarcangelo di Romagna États pontificaux | | Basilique des Saints-Apôtres de Rome. Tombeau sculpté par Antonio Canova. |
| 250 |           | Pie VI Pius sextus                        | 15 février 1775 – 29 août 1799 24 ans, 6 mois et 14 jours  | Giovanni Angelo Braschi              | 27 décembre 1717 à Césène États pontificaux                  | Un des pontificats les plus longs. Premier pape moderne mort hors d'Italie.                                    | Grottes du Vatican, basilique Saint-Pierre. Rome.                         |
| 251 |           | Pie VII Pius septimus                     | 14 mars 1800 – 20 août 1823 23 ans, 5 mois et 6 jours      | Barnaba Chiaramonti                  | 14 août 1742 à Césène États pontificaux                      | Élu pape à Venise (dernier à ne pas l'être à Rome). Un des pontificats les plus longs.                         | Basilique Saint-Pierre.Tombeau scupté par Bertel Thorvaldsen. Rome        |

### XIXesiècle
| No  | Portraits | Nom de règne                          | Pontificat                                                    | Nom d'origine                  | Naissance                                        | Remarques | Lieu de sépulture                            |
| 252 |           | Léon XII Leo duodecimus               | 28 septembre 1823 – 10 février 1829 5 ans, 4 mois et 13 jours | Annibale della Genga           | 22 août 1760 à La Genga États pontificaux        | |                                              |
| 253 |           | Pie VIII Pius octavus                 | 31 mars 1829 – 30 novembre 1830 1 an, 7 mois et 30 jours      | Francesco Saverio Castiglioni  | 20 novembre 1761 à Cingoli États pontificaux     | |                                              |
| 254 |           | Grégoire XVI Gregorius sextus decimus | 2 février 1831 – 1er juin 1846 15 ans, 3 mois et 30 jours     | Bartolomeo Alberto Cappellari  | 18 septembre 1765à Belluno République de Venise  | Dernier prêtre en date élu pape avant d'être ordonné évêque. Premier pape camaldule. |                                              |
| 255 |           | bienheureux Pie IX beatus Pius nonus  | 16 juin 1846 – 7 février 1878 31 ans, 7 mois et 22 jours      | Giovanni Maria Mastai Ferretti | 13 mai 1792 à Senigallia États pontificaux       | Le plus long règne après saint Pierre. Dernier souverain des États pontificaux. Définit les dogmes de l'Immaculée Conception (1854) et de l'infaillibilité pontificale (1870). Publie le Syllabus errorum (1864). Convoque le concile Vatican I. Premier pape photographié. Béatifié le 3 septembre 2000 par Jean-Paul II. | Basilique Saint-Laurent-hors-les-Murs. Rome. |
| 256 |           | Léon XIII Leo tertius decimus         | 20 février 1878 – 20 juillet 1903 25 ans et 5 mois            | Vincenzo Gioacchino Pecci      | 2 mars 1810 à Carpineto Romano États pontificaux | Né durant l'occupation des États Pontificaux par l'Empire français. Publie l'encyclique Rerum novarum (1891) qui inaugure la doctrine sociale de l'Église. Promoteur du rosaire. Premier pape filmé (it) (1898). Deuxième (après Agathon) ou premier pape mort en fonction le plus âgé, à plus de 93 ans.                  | Basilique Saint-Jean-de-Latran. Rome.        |

### XXesiècle
| No  | Devise                                              | Portraits | Nom de règne                                           | Pontificat                                                   | Nom d'origine             | Naissance                                | Remarques | Lieu de sépulture                                      |
| 257 | Instaurare omnia in Christo.                        |           | saint Pie X sanctus Pius decimus                       | 4 août 1903 – 20 août 1914 11 ans et 16 jours                | Giuseppe Melchiorre Sarto | 2 juin 1835 à Riese Lombardie-Vénétie    | Né dans l'empire d'Autriche. Premier pape récent d'origine modeste. Béatifié le 3 juin 1951, puis canonisé le 29 mai 1954 par Pie XII. | Chapelle Saint Pie X, basilique Saint-Pierre. Rome     |
| 258 | In Te, Domine, speravi ; non confundar in aeternum. |           | Benoît XV Benedictus quintus decimus                   | 3 septembre 1914 – 22 janvier 1922 7 ans, 4 mois et 19 jours | Giacomo della Chiesa      | 21 novembre 1854 à Gênes Sardaigne       | | Grottes du Vatican, basilique Saint-Pierre. Rome.      |
| 259 | Pax Christi in Regno Christi.                       |           | Pie XI Pius undecimus                                  | 6 février 1922 – 10 février 1939 17 ans et 4 jours           | Achille Ratti             | 31 mai 1857 à Desio Lombardie-Vénétie    | Né dans l'empire d'Autriche. Premier chef d'État du Vatican. | Grottes du Vatican, basilique Saint-Pierre. Rome.      |
| 260 | Opus justitiae pax.                                 |           | Pie XII Pius duodecimus                                | 2 mars 1939 – 9 octobre 1958 19 ans, 7 mois et 7 jours       | Eugenio Pacelli           | 2 mars 1876 à Rome Italie                | Reconnu vénérable le 19 décembre 2009 par Benoît XVI. | Grottes du Vatican, basilique Saint-Pierre. Rome.      |
| 261 | Obedientia et pax.                                  |           | saint Jean XXIII sanctus Ioannes vicesimus tertius     | 28 octobre 1958 – 3 juin 1963 4 ans, 7 mois et 6 jours       | Angelo Giuseppe Roncalli  | 25 novembre 1881 à Sotto il Monte Italie | Reprend le nom de l'antipape Jean XXIII, mort en 1419. Béatifié le 3 septembre 2000 par Jean-Paul II, puis canonisé le 27 avril 2014 par François.                                                                                            | Chapelle Saint Jérôme, basilique Saint-Pierre. Rome    |
| 262 | Cum Ipso in monte.                                  |           | saint Paul VI sanctus Paulus sextus                    | 21 juin 1963 – 6 août 1978 15 ans, 1 mois et 16 jours        | Giovanni Battista Montini | 26 septembre 1897 à Concesio Italie      | Premier pape depuis Pie VII à voyager hors d'Italie. Crée cardinaux ses trois successeurs. Reconnu vénérable le 20 décembre 2012 par Benoît XVI. Béatifié le 19 octobre 2014, puis canonisé le 14 octobre 2018 par François.                  | Grottes du Vatican, basilique Saint-Pierre. Rome.      |
| 263 | Humilitas.                                          |           | bienheureux Jean-Paul Ier beatus Ioannes Paulus primus | 26 août 1978 – 28 septembre 1978 1 mois et 2 jours           | Albino Luciani            | 17 octobre 1912 à Canale d'Agordo Italie | Dernier pape italien. Premier pape portant un nom composé. Pape pendant 33 jours, le pontificat le plus court depuis Léon XI en 1605. Béatifié le 4 septembre 2022 par François.                                                              | Grottes du Vatican, basilique Saint-Pierre. Rome.      |
| 264 | Totus tuus.                                         |           | saint Jean-Paul II sanctus Ioannes Paulus secundus     | 16 octobre 1978 – 2 avril 2005 26 ans, 5 mois et 17 jours    | Karol Józef Wojtyła       | 18 mai 1920 à Wadowice Pologne           | Unique pape polonais ; premier pape non italien depuis Adrien VI, mort en 1523. Dernier pape portant un nom composé. Troisième pontificat le plus long. Béatifié le 1er mai 2011 par Benoît XVI, puis canonisé le 27 avril 2014 par François. | Chapelle Saint Sébastien, basilique Saint-Pierre. Rome |

### XXIesiècle
| No  | Devise                    | Portraits | Nom de règne                         | Pontificat                                                                                      | Nom d'origine             | Naissance                                 | Remarques | Lieu de sépulture                                 |
| 265 | Cooperatores veritatis.   |           | Benoît XVI Benedictus sextus decimus | 19 avril 2005 – renonce le 28 février 2013 7 ans, 10 mois et 9 jours (mort le 31 décembre 2022) | Joseph Aloisius Ratzinger | 16 avril 1927 à Marktl Allemagne          | Premier pape allemand depuis Victor II, mort en 1057. Première renonciation d'un pape depuis celle de Grégoire XII en 1415.                 | Grottes du Vatican, basilique Saint-Pierre. Rome. |
| 266 | Miserando atque eligendo. |           | François Franciscus                  | 13 mars 2013 – 21 avril 2025 12 ans, 1 mois et 8 jours                                          | Jorge Mario Bergoglio     | 17 décembre 1936 à Buenos Aires Argentine | Argentin, premier pape originaire du continent américain. Premier pape non-européen depuis Grégoire III, mort en 741. Premier pape jésuite. | Nef de la basilique Sainte-Marie-Majeure. Rome.   |
| 267 | In illo Uno unum.         |           | Léon XIV Leo quartus decimus         | Depuis le 8 mai 2025 3 mois et 12 jours                                                         | Robert Francis Prevost    | 14 septembre 1955 à Chicago États-Unis    | Premier pape américain (et naturalisé péruvien). Premier pape augustin depuis Eugène IV élu en 1431.                                        |                                                   |

## Papes saints, bienheureux et vénérables
Les noms sont suivis de la date du jour de fête selon l'actuel calendrier liturgique romain.
Parmi les 264 papes décédés, l'Église catholique compte :
81 saints :
- 33 – 67 : Pierre (29 juin)
- 67 – 76 : Lin (23 septembre)
- 76 – 88 : Anaclet (26 avril)
- 88 – 97 : Clément Ier (23 novembre)
- 97 – 105 : Évariste (26 octobre)
- 105 – 115 : Alexandre Ier (18 mars)
- 115 – 125 : Sixte Ier (6 avril)
- 125 – 136 : Télesphore (5 janvier)
- 136 – 140 : Hygin (11 janvier)
- 140 – 155 : Pie Ier (11 juillet)
- 155 – 166 : Anicet (20 avril)
- 166 – 175 : Sôter (22 avril)
- 175 – 189 : Éleuthère (6 mai)
- 189 – 199 : Victor Ier (28 juillet)
- 199 – 217 : Zéphyrin (20 décembre)
- 217 – 222 : Calixte Ier (14 octobre)
- 222 – 230 : Urbain Ier (25 mai)
- 230 – 235 : Pontien (13 août)
- 235 – 236 : Antère (3 janvier)
- 236 – 250 : Fabien (20 janvier)
- 251 – 253 : Corneille (16 septembre)
- 253 – 254 : Lucius Ier (5 mars)
- 254 – 257 : Étienne Ier (2 août)
- 257 – 258 : Sixte II (6 août)
- 259 – 268 : Denys (26 août)
- 269 – 274 : Félix Ier (30 décembre)
- 275 – 283 : Eutychien (8 décembre)
- 283 – 296 : Caïus (22 avril)
- 296 – 304 : Marcellin (26 avril)
- 308 – 309 : Marcel Ier (16 janvier)
- 309 – 310 : Eusèbe (17 août)
- 311 – 314 : Miltiade (10 janvier)
- 314 – 335 : Sylvestre Ier (31 décembre)
- 335 – 336 : Marc (7 octobre)
- 337 – 352 : Jules Ier (12 avril)
- 366 – 383 : Damase Ier (11 décembre)
- 384 – 399 : Sirice (26 novembre)
- 399 – 401 : Anastase Ier (19 décembre)
- 401 – 417 : Innocent Ier (12 mars)
- 417 – 418 : Zosime (27 décembre)
- 418 – 422 : Boniface Ier (25 octobre)
- 422 – 432 : Célestin Ier (27 juillet)
- 432 – 440 : Sixte III (28 mars)
- 440 – 461 : Léon Ier (10 novembre)
- 461 – 468 : Hilaire (28 février)
- 468 – 483 : Simplice (10 mars)
- 483 – 492 : Félix III (1er mars)
- 492 – 496 : Gélase Ier (21 novembre)
- 498 – 514 : Symmaque (19 juillet)
- 514 – 523 : Hormisdas (6 août)
- 523 – 526 : Jean Ier (18 mai)
- 526 – 530 : Félix IV (30 janvier)
- 535 – 536 : Agapet Ier (20 septembre)
- 536 – 537 : Silvère (20 juin)
- 590 – 604 : Grégoire Ier (3 septembre)
- 608 – 615 : Boniface IV (8 mai)
- 615 – 618 : Adéodat Ier (8 septembre)
- 649 – 655 : Martin Ier (12 novembre)
- 655 – 657 : Eugène Ier (2 juin)
- 657 – 672 : Vitalien (27 janvier)
- 678 – 681 : Agathon (10 janvier)
- 681 – 683 : Léon II (3 juillet)
- 684 – 685 : Benoît II (7 mai)
- 687 – 701 : Serge Ier (8 septembre)
- 715 – 731 : Grégoire II (11 février)
- 731 – 741 : Grégoire III (10 décembre)
- 741 – 752 : Zacharie (15 mars)
- 757 – 767 : Paul Ier (28 juin)
- 795 – 816 : Léon III (12 juin)
- 817 – 824 : Pascal Ier (11 février)
- 847 – 855 : Léon IV (17 juillet)
- 858 – 867 : Nicolas Ier (13 novembre)
- 884 – 885 : Adrien III (8 juillet)
- 1049 – 1054 : Léon IX (19 avril)
- 1073 – 1085 : Grégoire VII (25 mai)
- 1294 – 1294 : Célestin V (19 mai)
- 1566 – 1572 : Pie V (30 avril)
- 1903 – 1914 : Pie X (21 août)
- 1958 – 1963 : Jean XXIII (11 octobre)
- 1963 – 1978 : Paul VI (29 mai)
- 1978 – 2005 : Jean-Paul II (22 octobre)

10 bienheureux
- 1086 – 1087 : Victor III
- 1088 – 1099 : Urbain II
- 1145 – 1153 : Eugène III
- 1271 – 1276 : Grégoire X
- 1276 – 1276 : Innocent V
- 1303 – 1304 : Benoît XI
- 1362 – 1370 : Urbain V
- 1676 – 1689 : Innocent XI
- 1846 – 1878 : Pie IX
- 1978 – 1978 : Jean-Paul Ier

1 vénérable
- 1939 – 1958 : Pie XII

## Records d'âge des papes et de durée des pontificats depuis 1492
| Nom du pape   | Année d'élection | Âge à l'élection           |
| ------------- | ---------------- | -------------------------- |
| Léon X        | 1513             | 37 ans, 2 mois et 26 jours |
| Clément VII   | 1523             | 45 ans, 5 mois et 24 jours |
| Clément XI    | 1700             | 51 ans et 4 mois           |
| Marcel II     | 1555             | 53 ans, 11 mois et 3 jours |
| Pie IX        | 1846             | 54 ans, 1 mois et 3 jours  |
| Paul V        | 1605             | 54 ans, 7 mois et 29 jours |
| Urbain VIII   | 1623             | 55 ans, 4 mois et 1 jour   |
| Grégoire XIV  | 1590             | 55 ans, 9 mois et 24 jours |
| Clément VIII  | 1592             | 55 ans, 11 mois et 6 jours |
| Alexandre VII | 1655             | 56 ans, 1 mois et 25 jours |

| Nom du pape    | Année d'élection | Âge à l'élection            |
| -------------- | ---------------- | --------------------------- |
| Clément X      | 1670             | 79 ans, 9 mois et 16 jours  |
| Alexandre VIII | 1689             | 79 ans, 5 mois et 14 jours  |
| Paul IV        | 1555             | 78 ans, 10 mois et 25 jours |
| Clément XII    | 1730             | 78 ans, 3 mois et 5 jours   |
| Benoît XVI     | 2005             | 78 ans et 3 jours           |
| Jean XXIII     | 1958             | 76 ans, 11 mois et 3 jours  |
| Innocent XII   | 1691             | 76 ans, 3 mois et 29 jours  |
| François       | 2013             | 76 ans, 2 mois et 24 jours  |
| Benoît XIII    | 1724             | 75 ans, 3 mois et 27 jours  |
| Innocent IX    | 1591             | 72 ans, 3 mois et 9 jours   |

| Nom du pape   | Année d'élection | Âge à la fin du pontificat  |
| ------------- | ---------------- | --------------------------- |
| Léon XIII     | 1878             | 93 ans, 4 mois et 18 jours  |
| François      | 2013             | 88 ans, 4 mois et 4 jours   |
| Clément XII   | 1730             | 87 ans, 9 mois et 30 jours  |
| Clément X     | 1670             | 86 ans et 9 jours           |
| Benoît XVI    | 2005             | 85 ans, 10 mois et 12 jours |
| Pie IX        | 1846             | 85 ans, 8 mois et 25 jours  |
| Innocent XII  | 1691             | 85 ans, 6 mois et 14 jours  |
| Jean-Paul II  | 1978             | 84 ans, 10 mois et 15 jours |
| Grégoire XIII | 1572             | 83 ans, 3 mois et 3 jours   |
| Paul IV       | 1555             | 83 ans, 1 mois et 21 jours  |

| Nom du pape    | Année d'élection | Durée du pontificat       |
| -------------- | ---------------- | ------------------------- |
| Urbain VII     | 1590             | 12 jours                  |
| Marcel II      | 1555             | 22 jours                  |
| Pie III        | 1503             | 26 jours                  |
| Léon XI        | 1605             | 26 jours                  |
| Jean-Paul Ier  | 1978             | 1 mois et 2 jours         |
| Innocent IX    | 1591             | 2 mois et 1 jour          |
| Alexandre VIII | 1689             | 1 an, 3 mois et 26 jours  |
| Pie VIII       | 1829             | 1 an, 7 mois et 30 jours  |
| Adrien VI      | 1522             | 1 an, 8 mois et 5 jours   |
| Grégoire XV    | 1621             | 2 ans, 4 mois et 29 jours |

| Nom du pape  | Année d'élection | Durée du pontificat         |
| ------------ | ---------------- | --------------------------- |
| Pie IX       | 1846             | 31 ans, 7 mois et 22 jours  |
| Jean-Paul II | 1978             | 26 ans, 5 mois et 17 jours  |
| Léon XIII    | 1878             | 25 ans et 5 mois            |
| Pie VI       | 1775             | 24 ans, 6 mois et 14 jours  |
| Pie VII      | 1800             | 23 ans, 5 mois et 6 jours   |
| Urbain VIII  | 1623             | 20 ans, 11 mois et 23 jours |
| Clément XI   | 1700             | 20 ans, 3 mois et 24 jours  |
| Pie XII      | 1939             | 19 ans, 7 mois et 7 jours   |
| Benoît XIV   | 1740             | 17 ans, 8 mois et 16 jours  |
| Pie XI       | 1922             | 17 ans et 4 jours           |

| Nom du pape | Année d'élection | Âge à l'élection           | Âge à la fin du pontificat              | Âge au décès               | Durée du pontificat           |
| ----------- | ---------------- | -------------------------- | --------------------------------------- | -------------------------- | ----------------------------- |
| Léon X      | 1513             | 37 ans, 2 mois et 26 jours | -                                       | -                          | -                             |
| Clément X   | 1670             | 79 ans, 9 mois et 16 jours | -                                       | -                          | -                             |
| Urbain VII  | 1590             | -                          | -                                       | -                          | 12 jours                      |
| Pie IX      | 1846             | -                          | -                                       | -                          | 31 ans, 7 mois et 22 jours    |
| Léon XIII   | 1878             | -                          | 93 ans, 4 mois et 18 jours              | -                          | -                             |
| Benoît XVI  | 2005             | -                          | -                                       | 95 ans, 8 mois et 15 jours | -                             |
| Léon XIV    | 2025             | 69 ans, 7 mois et 24 jours | 69 ans, 11 mois et 6 jours (âge actuel) |                            | 3 mois et 12 jours (en cours) |

## Papes éphémères
Deux papes sont régulièrement élus, mais ils ne peuvent pas être couronnés :
- Étienne en 752 (entre Zacharie et Étienne II) meurt après quatre jours de pontificat ;
- Célestin II en 1124 (entre Calixte II et Honorius II) doit se retirer le lendemain de son élection après avoir subi de graves violences.

Ils ne sont actuellement pas considérés comme papes légitimes.